# オールナイトニッポンのパーソナリティ一覧
オールナイトニッポンのパーソナリティ一覧は、ニッポン放送で放送されているオールナイトニッポンのパーソナリティを担当した人物の一覧。

## 略称
- 無印 … 2部制導入前など2部が存在しない場合
- 1部 … オールナイトニッポン1部、もしくは2003年4月以降の無印（通称1部）
  - com … @llnightnippon.com
- 2部 … オールナイトニッポン2部
  - r、R … allnightnippon-r、オールナイトニッポンR
  - ZERO … オールナイトニッポン0(ZERO)
- 夜10時台
  - SUPER … allnightnippon SUPER!
  - いいネ … オールナイトニッポンいいネ!
  - GOLD … オールナイトニッポンGOLD
  - M10 … オールナイトニッポン MUSIC10
- X … オールナイトニッポンX
- サタデースペシャル … オールナイトニッポンサタデースペシャル
- ナイターオフ期に放送
  - DX … オールナイトニッポンDX
  - プレミアム … オールナイトニッポンPremium
- 月イチ … オールナイトニッポン月イチ
- ○印 … レギュラー経験者のレギュラー前単発特番
- ●印 … レギュラー経験者の復活特番（単発）
- ★40特番 … 俺たちのオールナイトニッポン40時間スペシャル
- ★45特番 … たけし みゆき 千春も登場! 伝説のパーソナリティが今を語る オールナイトニッポン45時間スペシャル
- ★55特番 … オールナイトニッポン55周年記念 オールナイトニッポン55時間スペシャル

## 放送中
2025年7月現在。

### オールナイトニッポン
- ナインティナイン - 『ナインティナインのオールナイトニッポン』 - 月曜2部・1994年4月〜6月／木曜1部・1994年7月〜1999年3月／木曜SUPER・1999年4月〜1999年9月／木曜com・1999年10月〜2003年3月／木曜1部・2003年4月〜2014年9月／★40特番／木曜1部・2020年5月〜／★55特番
- オードリー - 『オードリーのオールナイトニッポン』 - ○2009年2月28日土曜R／○2009年5月6日水曜1部／土曜1部・2009年10月〜／★45特番／★55特番
- 星野源 - 『星野源のオールナイトニッポン』 - 第2週金曜1部・2008年8月〜11月／●2015年6月5日金曜GOLD／●2015年12月4日金曜1部／月曜1部・2016年4月〜2017年3月／火曜1部・2017年4月〜／★55特番[1]
- 乃木坂46[2] - 『乃木坂46のオールナイトニッポン』 - ○2013年6月8日金曜1部[3]／○2015年1月3日土曜R（アンダーメンバー）／○2015年1月6日／○2015年6月19日金曜GOLD／○7月8日水曜1部[3]／○10月28日水曜1部[3]／○2016年5月25日／○10月19日／○11月9日水曜1部[3]／○12月14日水曜1部[3]／○2017年8月9日水曜1部[3]／○10月11日水曜1部[3]／○2018年1月10日水曜1部（SKE48と）[3]／○4月25日水曜1部／○2018年11月14日水曜1部／水曜1部・2019年4月〜／★55特番[4]
- 霜降り明星 -『霜降り明星のオールナイトニッポン』 - ○2019年1月3日木曜1部／金曜ZERO・2019年4月〜2021年3月／金曜1部・2021年4月〜／★55特番
- 山田裕貴 - 『山田裕貴のオールナイトニッポン』 - ○2022年1月11日火曜1部／月曜X・2022年4月〜2024年3月／月曜1部・2024年4月〜

### オールナイトニッポンサタデースペシャル
- SixTONES - 『SixTONESのオールナイトニッポンサタデースペシャル』 - ○2019年8月1日木曜1部／"サタデースペシャル"・2020年4月〜／★55特番

### オールナイトニッポンGOLD
- 松任谷由実 - 『 松任谷由実のオールナイトニッポンGOLD』 - ○1985年11月9日／土曜1部・1988年4月16日〜1999年3月27日／●1999年11月13日／★40特番／●2011年4月5日火曜GOLD／★45特番／●2015年11月13日金曜GOLD／第3金曜あるいは第4金曜GOLD・2016年4月22日〜／★55特番
- あいみょん - 『あいみょんのオールナイトニッポンGOLD』 - ○2020年7月23日木曜1部[5]／○2022年8月18日木曜1部／第1金曜GOLD・2023年4月7日〜

### オールナイトニッポン MUSIC10
- 森山良子 - 2015年9月28日〜 - 月曜M10
- 名取裕子 - 2015年9月29日〜2020年3月24日 - 火曜M10／2020年4月1日〜 - 第1・第3水曜M10
- 鈴木杏樹 - 2015年9月30日〜2020年3月25日 - 水曜M10／2020年3月31日〜 - 火曜M10
- 渡辺満里奈 - ○1995年5月26日[6]／2018年1月4日〜・木曜M10
- 森高千里 - 2020年4月8日〜 - 第2水曜M10
- 岸谷香 - ○2016年5月27日金曜GOLD／2020年4月22日〜 - 第4水曜M10

### オールナイトニッポンX
- JO1[7] - 『JO1のオールナイトニッポンX』 - ○2022年3月4日金曜X／水曜X・2022年4月〜
- 高橋文哉 - 『高橋文哉のオールナイトニッポンX』 - ○2022年2月21日月曜X／○2022年4月28日木曜X／最終木曜X・2022年5月26日〜2024年3月28日／火曜X・2024年4月〜
- 松田好花（日向坂46） - 『日向坂46・松田好花のオールナイトニッポンX』 - ○2019年7月20日土曜ZERO[8]／○2023年4月20日木曜X／最終土曜ZERO・2023年10月28日〜2024年3月30日／木曜X・2024年4月〜
- &TEAM - 『&TEAMのオールナイトニッポンX』 - ○2022年12月22日木曜X／○2024年12月19日木曜GOLD／最終金曜X・2025年4月25日〜
- FRUITS ZIPPER - 『FRUITS ZIPPERのオールナイトニッポンX』○2025年3月・月替わりZERO／月曜X・2025年7月〜

### オールナイトニッポン0(ZERO)
- 三四郎 - 『三四郎のオールナイトニッポン0(ZERO)』  - ○2014年3月21日金曜GOLD／○2014年5月24日土曜R／○2014年8月30日土曜R／火曜ZERO・2015年4月〜2016年3月／金曜ZERO・2016年4月〜2019年3月／金曜1部・2019年4月〜2021年3月／金曜ZERO・2021年4月〜／★55特番[9]
- 佐久間宣行 - 『佐久間宣行のオールナイトニッポン0(ZERO)』 - ○2015年8月29日土曜R／水曜ZERO・2019年4月〜／★55特番[10]
- マヂカルラブリー - 『マヂカルラブリーのオールナイトニッポン0(ZERO)』 - ○2020年4月18日土曜ZERO／○2020年9月21日月曜ZERO／○2021年1月4日月曜1部／木曜ZERO・2021年4月〜／★55特番（フワちゃん・ぺこぱ・佐久間宣行・三四郎と）
- あの - 『あののオールナイトニッポン0(ZERO)』 - ○2022年1月5日水曜ZERO／○2022年5月7日土曜ZERO／○2022年12月10日土曜ZERO／火曜ZERO・2023年4月〜
- ヤーレンズ - 『ヤーレンズのオールナイトニッポン0(ZERO)』 - ○2024年1月13日土曜ZERO／最終土曜ZERO・2024年4月27日〜
- キタニタツヤ - 『キタニタツヤのオールナイトニッポン0(ZERO)』 - ○2023年7月8日土曜ZERO／○2024年1月3日水曜ZERO／月曜X・2024年4月〜2025年3月／月曜ZERO・2025年4月〜

### オールナイトニッポン月イチ
- 高嶋ひでたけ - 『高嶋ひでたけのオールナイトニッポン月イチ』 - 木曜・1969年1月〜1970年4月[11]／水曜・同年10月〜1971年4月／木曜・同年4月〜1972年1月／★45特番／不定期日曜"月イチ"・2019年4月〜／●2022年11月12日土曜プレミアム

## 過去のレギュラー放送経験者
レギュラー出演した放送枠および期間は太字で表記する。
| 目次 | 目次 | 目次 | 目次 | 目次 | 目次 | 目次 | 目次 | 目次 | 目次 | 目次 |
| ---- | ---- | ---- | ---- | ---- | ---- | ---- | ---- | ---- | ---- | ---- |
| わ   | ら   | や   | ま   | は   |      | な   | た   | さ   | か   | あ   |
|      | り   |      | み   | ひ   |      | に   | ち   | し   | き   | い   |
| を   | る   | ゆ   | む   | ふ   |      | ぬ   | つ   | す   | く   | う   |
|      | れ   |      | め   | へ   |      | ね   | て   | せ   | け   | え   |
| ん   | ろ   | よ   | も   | ほ   |      | の   | と   | そ   | こ   | お   |

### あ
| パーソナリティ名               | 日程・番組名など |
| ------------------------------ | --- |
| aiko                           | 『aikoの@llnightnippon.com』 - 水曜com・1999年11月17日〜2003年3月26日／●2004年7月16日／●2007年8月22日／★40特番／●2011年2月22日火曜1部／●2013年7月26日金曜1部／●2019年7月6日土曜1部／★55特番（井口理と）／●2023年12月30日土曜1部 |
| 赤い公園                       | 『赤い公園のオールナイトニッポン0(ZERO)』 - ○2013年8月31日土曜R／月曜ZERO・2014年10月〜2015年3月／●2015年11月28日土曜R |
| 明石家さんま                   | 『明石家さんまのオールナイトニッポン』 - 木曜2部・1979年10月〜1981年3月／★55特番 |
| AKI（門出ピーチクパーチク）    | 『AKIのオールナイトニッポン0(ZERO)〜eスポーツSP〜』 - 第一土曜ZERO・2018年10月〜2021年3月 |
| Ado                            | 『Adoのオールナイトニッポン』 - ○2022年1月15日土曜ZERO／○2022年9月14日水曜1部／月曜1部・2023年4月〜2024年3月／●2025年4月25日金曜GOLD |
| 朝井リョウ                     | 『朝井リョウ&加藤千恵のオールナイトニッポン0(ZERO)』 - 金曜ZERO・2015年4月〜2016年3月（加藤千恵と）／●2022年10月22日土曜ZERO（同じく）／●2023年9月2日土曜ZERO（同じく）／●2024年8月24日土曜ZERO（同じく） |
| 浅草キッド                     | 『浅草キッドのオールナイトニッポン』 - 月曜2部・1991年10月〜1992年3月 |
| 穴井夕子                       | 水曜2部・1993年2月〜3月3週目（松永並子と北原ゆきが受験のため休演中、代理として担当） |
| あのねのね                     | 『あのねのねのオールナイトニッポン』 - 水曜・1973年7月〜9月／土曜・同年10月〜1974年6月／水曜1部・同年10月〜12月、1976年4月〜9月／★40特番／●2010年2月14日日曜GOLD |
| 阿呆鳥                         | 『阿呆鳥のオールナイトニッポン』 - 火曜2部・1981年10月〜1982年3月／水曜2部・同年4月〜1983年6月 |
| 天井邦夫                       | 木曜・1970年4月〜1971年4月／水曜・同年4月〜12月 |
| 天野滋                         | 火曜2部・1976年10月〜1977年3月 |
| AYA（PINK SAPPHIRE）           | 火曜2部・1990年10月〜1991年10月 |
| 綾小路"セロニアス"翔（氣志團） | 『氣志團綾小路セロニアス翔のオールナイトニッポン』 - 金曜r・2001年10月〜2002年9月／金曜com→1部・同年10月〜2003年9月／●2003年10月24日／●2004年3月12日／●2012年6月22日金曜GOLD／●2013年8月29日木曜GOLD／●2014年9月5日金曜GOLD／●2015年3月24日火曜GOLD（武田梨奈と）／●2016年7月8日金曜GOLD／●2017年6月9日金曜GOLD／月曜プレミアム・2017年10月〜12月／●2018年6月29日金曜GOLD／●2019年7月12日金曜GOLD／●2020年9月17日木曜GOLD／●2021年7月23日金曜GOLD／●2022年8月3日水曜GOLD |
| アルコ&ピース                  | 『アルコ&ピースのオールナイトニッポン0(ZERO)』『アルコ&ピースのオールナイトニッポン』 - ○2012年8月31日金曜ZERO／○2012年12月1日土曜R／○2013年1月5日土曜R／○2013年2月1日金曜GOLD／木曜ZERO・2013年4月〜2014年3月／金曜1部・同年4月〜2015年3月／木曜ZERO・同年4月〜2016年3月 |
| アルフィー                     | 水曜1部・1984年4月〜1985年3月／●2014年8月26日火曜GOLD／●2021年9月6日月曜プレミアム／★55特番／●2024年8月26日月曜プレミアム |
| アンダーグラフ                 | 土曜1部・2006年4月〜2007年3月／●2014年10月3日金曜GOLD |

### い
| パーソナリティ名           | 日程・番組名など |
| -------------------------- | --- |
| EAST END×YURI              | 火曜2部・1995年4月〜1996年9月 |
| 飯田浩司                   | 『オールナイトニッポンR よしもと浅草花月』 - 最終土曜R・2009年4月〜10月／第一金曜R・同年11月〜2010年3月 |
| 井口理（King Gnu）         | 『King Gnu 井口理のオールナイトニッポン0(ZERO)』 - ○2019年1月4日金曜ZERO／木曜ZERO・2019年4月〜2020年3月／●2022年5月31日火曜1部（岡野昭仁と）／★55特番（aikoと）                                                            |
| EXIT                       | 『EXITのオールナイトニッポンX』 - ○2019年6月8日土曜ZERO／○2021年9月17日金曜X／金曜X・2022年4月〜2024年3月／★55特番 |
| 池田健                     | 月〜土曜2部"ビバケンショー"・1973年1月〜6月 |
| 石井和義                   | 木曜r・2001年10月〜2002年9月 |
| 石川よしひろ               | 『石川よしひろのオールナイトニッポン』 - 月曜2部・1992年4月、同10月〜1994年3月／火曜1部・同年4月〜1995年9月26日 |
| いしのだなつよ             | 金曜r・1999年3月〜2000年9月 |
| 伊集院光                   | 『伊集院光のオールナイトニッポン』 - 水曜2部・1988年10月5日〜1990年3月28日／金曜2部・同年4月6日〜9月28日／★55特番 |
| いずみ朱子                 | 金曜1部・1975年1月〜6月 |
| 泉谷しげる                 | 『泉谷しげるのオールナイトニッポン』 - 火曜・1973年7月〜1974年3月／月曜1部・1975年10月〜12月／DX・1997年10月〜1998年3月／●2008年9月25日／●2013年8月7日水曜GOLD／●2019年9月13日金曜GOLD／●2023年3月18日土曜プレミアム        |
| 伊丹哲也                   | 水曜2部・1981年10月〜1982年3月 |
| 市川光興                   | 水曜・1972年1月〜9月 |
| 井手功二                   | 『井手功二の@llnightnippon.com ゲリラonナイト』 - 水曜com・1999年4月〜9月 |
| 糸居五郎                   | 『糸居五郎のオールナイトニッポン』 - 月曜・1967年10月2日〜1972年10月15日／金曜2部・1975年1月3日〜1977年4月1日／水曜2部・同年4月6日〜9月28日／月曜2部・同年10月3日〜1981年6月29日                                            |
| 伊藤健太郎（健太郎）       | 『健太郎のオールナイトニッポン0(ZERO)→伊藤健太郎のオールナイトニッポン0(ZERO)』 - ○2018年2月4日土曜R／第3土曜ZERO・2018年4月〜2019年3月（※ここまで「健太郎」名義で放送）／月曜ZERO・同年4月〜2020年3月／●同年8月8日土曜ZERO |
| 稲川淳二                   | 『稲川淳二のオールナイトニッポン』 - 水曜2部→月曜2部・1976年4月〜1977年9月 |
| 井上苑子                   | 『井上苑子のオールナイトニッポン0(ZERO)』 - 月曜ZERO・2016年4月〜2017年3月 |
| 今仁哲夫                   | 『今仁哲夫のオールナイトニッポン』 - 木曜・1967年10月5日〜1968年12月26日／金曜・1969年10月17日〜1972年6月30日／火〜土曜2部"ビバテツショー"・同年7月4日〜10月21日／月〜土曜2部"ビバテツショー"・同年10月23日〜12月30日       |
| イマヤス（スキップカウズ） | 水曜1部・1997年10月〜1998年9月 |
| イルカ（神部としえ）       | 金曜2部・1974年7月〜12月（※8月2日までは「神部としえ」名義、8月9日以降は「イルカ」名義で放送）／水曜1部・1975年1月〜9月／★40特番／★45特番／★55特番                                                                           |
| イルミナ                   | 月曜R・1998年10月〜1999年3月 |
| いんぐりもんぐり           | 『いんぐりもんぐりのオールナイトニッポン』 - 土曜2部・1986年4月〜1987年6月 |

### う
| パーソナリティ名       | 日程・番組名など |
| ---------------------- | --- |
| ウーマンラッシュアワー | 『ウーマンラッシュアワーのオールナイトニッポン0(ZERO)』 - ○2014年1月2日木曜1部／○同年2月14日金曜GOLD／木曜ZERO・同年4月〜2015年3月           |
| 植田朝日               | 火曜r"スポーツアルマゲドン"・1999年4月〜9月／金曜r・2002年／●2014年3月8日土曜R                                                               |
| 上原隆                 | 『上原隆のオールナイトニッポン サポーターズ』 - 日曜・2007年4月〜2009年3月                                                                   |
| 上柳昌彦               | 『上柳昌彦のオールナイトニッポン』 - 月曜2部・1983年4月〜1986年4月1日／●2021年3月11日木曜GOLD／★55特番（山下達郎と）／●2023年3月10日金曜GOLD |
| USAGI                  | 『USAGIのオールナイトニッポン0(ZERO)』 - 水曜ZERO・2014年4月〜9月                                                                            |
| 宇崎竜童               | 火曜1部・1976年4月〜9月／●2013年11月29日金曜GOLD／●2014年11月28日金曜GOLD／●2023年1月21日土曜プレミアム                                      |
| うじきつよし           | 『うじきつよしのオールナイトニッポン』 - 月曜2部・1986年10月〜1987年9月／水曜2部・同年10月〜12月                                             |
| ウッチャンナンチャン   | 『ウッチャンナンチャンのオールナイトニッポン』 - 金曜1部・1989年4月〜1995年3月／★40特番／★55特番                                             |
| 宇野常寛               | 『宇野常寛のオールナイトニッポン0(ZERO)』 - 金曜ZERO・2013年4月〜2014年3月                                                                   |

### え
| パーソナリティ名 | 日程・番組名など |
| ---------------- | --- |
| AKB48            | 『AKB48のオールナイトニッポン』 - 金曜1部・2010年4月〜2014年3月／水曜1部・同年4月〜2019年3月／★45特番 |
| ABブラザーズ     | 『ABブラザーズのオールナイトニッポン』 - 土曜・1985年10月〜1986年4月／土曜1部・同年4月〜1987年7月 |
| SKE48            | 『SKE48のオールナイトニッポンシリーズ』 - ○2010年7月10金曜R／○2011年7月26日火曜1部／○11月11日金曜R／○2012年6月2日土曜R／○10月6日土曜R／○2013年1月26日土曜R／○7月26日金曜GOLD／○2014年3月22日土曜R／○7月2日水曜1部／○12月2日水曜1部／○2015年3月25日水曜1部／○6月24日水曜1部／○2016年1月23日土曜R／○8月17日水曜1部／○2017年6月21日水曜1部／○11月29日水曜1部／○2018年1月10日水曜1部（乃木坂46と）／○7月4日水曜1部／○9月12日水曜1部／○12月5日水曜1部／第1土曜ZERO・2021年5月～10月（オールナイトニッポン0(ZERO)〜エンタメナイト〜） |
| 越前屋俵太       | 『越前屋俵太のオールナイトニッポン』 - 火曜2部・1986年10月〜1987年9月 |
| エド山口         | 火曜2部・1982年10月〜1983年9月 |
| ENHYPEN          | 『ENHYPENのオールナイトニッポンX』 - 月曜X・2021年4月〜2022年3月／●2022年11月10日木曜X／●2024年7月29日月曜X |

### お
| パーソナリティ名               | 日程・番組名など |
| ------------------------------ | --- |
| 及川伸一                       | 月曜・1974年1月〜6月／金曜1部・同年7月〜9月 |
| 大江千里                       | 『大江千里のオールナイトニッポン』 - 水曜1部・1991年2月〜1992年3月 |
| 大倉忠義（関ジャニ∞）          | 『オールナイトニッポンサタデースペシャル 大倉くんと高橋くん』 - （高橋優と）"サタデースペシャル"・2015年4月～2020年3月 |
| 大竹しのぶ                     | 『大竹しのぶのオールナイトニッポンGOLD』 - ○2009年12月11日、12月18日金曜GOLD／木曜GOLD・2011年1月〜2013年9月／●2015年2月13日金曜GOLD／●2017年11月10日金曜GOLD |
| 大谷ノブ彦（ダイノジ）         | 『ダイノジ 大谷ノブ彦のオールナイトニッポン』 - ○2013年2月9日土曜R／水曜1部・2013年4月〜2014年3月／●2014年8月1日金曜GOLD |
| 大槻ケンヂ                     | 『大槻ケンヂのオールナイトニッポン』 - 水曜1部・1988年10月5日〜1989年4月5日／月曜1部・1990年6月4日〜1991年10月7日／●2010年5月21日金曜R／●2012年5月25日金曜GOLD／●2014年8月27日水曜GOLD（デーモン閣下と）／金曜プレミアム・2018年1月〜3月／●2023年2月11日土曜プレミアム |
| 大原櫻子                       | 『大原櫻子のオールナイトニッポン0(ZERO)』 - ○2013年12月28日土曜R／月曜ZERO・2014年4月〜2014年6月 |
| 大宮エリー                     | 『大宮エリーのオールナイトニッポン』 - ○2010年6月29日火曜1部、○同年9月16日木曜1部／月曜1部・2011年1月3日〜12月26日／●2022年10月8日土曜プレミアム |
| 岡野昭仁（ポルノグラフィティ） | 『ポルノグラフィティ岡野昭仁のオールナイトニッポン』 - 土曜1部・2007年4月〜2008年12月／火曜1部・2009年1月〜2010年3月／●2021年1月2日土曜1部／●2022年5月31日火曜1部（井口理と）                                                                                          |
| 岡村隆史（ナインティナイン）   | 『ナインティナイン岡村隆史のオールナイトニッポン』 - 木曜1部・2014年10月2日〜2020年5月7日 |
| 小栗旬                         | 『小栗旬のオールナイトニッポン』 - 水曜1部・2007年1月3日〜2010年3月31日／●同年7月14日水曜1部／●2011年5月4日水曜1部『小栗旬と長澤まさみのオールナイトニッポン 映画「岳」スペシャル』／●2014年8月29日金曜GOLD／●2016年11月11日金曜1部                                    |
| 尾崎亜美                       | 木曜2部・1977年3月31日〜1978年3月30日（1978年2月9日〜3月23日までの放送は体調不良・入院のため休演、3月30日に「最終回」として出演） |
| 小沢健二・スチャダラパー       | 月曜2部・1994年7月〜10月 |
| 押尾学                         | 火曜com・2002年4月2日〜10月4日 |
| オリエンタルラジオ             | 『オリエンタルラジオのオールナイトニッポンR』 - ○2005年11月18日金曜R／○2006年2月17日金曜R／金曜R・2006年4月〜2009年3月27日／●2011年5月20日（東野幸治と）金曜R／●2011年6月10日金曜R／●2012年8月24日金曜GOLD／★45特番                                                    |

### か
| パーソナリティ名 | 日程・番組名など |
| ---------------- | --- |
| 海援隊           | 木曜・1974年4月〜6月／木曜1部・同年7月〜9月 |
| 柿島伸次         | 金曜2部・1993年10月〜1994年4月 |
| 柿沢安耶         | 『柿沢安耶のオールナイトニッポン』 - 第一金曜1部・2008年8月〜10月 |
| 垣花正           | 『垣花正のオールナイトニッポン』 - 月曜2部・1994年10月〜1995年10月／『クールKのウルトラカウントダウン』 - 土曜com・1999年4月3日 - 9月（LFクールK名義）／●2022年10月22日土曜プレミアム／★55特番                                                       |
| Gackt            | 月曜com・2002年4月〜2003年3月／●2025年6月30日月曜X |
| 梶幹雄           | 金曜・1968年10月〜1969年10月 |
| 柏村武昭         | 火曜2部・1975年4月〜9月 |
| かぜ耕士         | 水曜2部・1980年7月〜1981年9月 |
| 片桐麻美         | 『片桐麻美のオールナイトニッポン』 - 木曜2部・1988年1月7日〜1989年5月25日 |
| カッコマン       | 木曜2部・1975年7月〜9月／水曜2部・同年10月〜12月 |
| 加藤いづみ       | 『加藤いづみのオールナイトニッポン』 - 金曜2部・1992年5月〜10月／月曜1部・同年10月〜1993年10月 |
| 加藤和彦         | 月曜1部・1976年1月〜9月 |
| 加藤千恵         | 『朝井リョウ&加藤千恵のオールナイトニッポン0(ZERO)』 - 金曜ZERO・2015年4月〜2016年3月（朝井リョウと）／●2016年6月25日土曜R（西加奈子と）／●2022年10月22日土曜ZERO（朝井リョウと）／●2023年9月2日土曜ZERO（同じく）／●2024年8月24日土曜ZERO（同じく） |
| 加藤晴彦         | ○1999年8月18日水曜r／火曜com・同年10月〜2001年9月 |
| 我那覇美奈       | ○1999年1月2日土曜R／『allnightnippon-r・GIRL POP STREET』 - 土曜r・1999年3月〜9月／●2017年9月8日金曜GOLD（元ちとせと） |
| 上村貢聖         | 月曜2部・1981年7月〜1982年9月 |
| 神谷明           | 『神谷明のオールナイトニッポン』 - 金曜2部・1979年4月〜1980年3月 |
| 亀渕昭信         | 『亀渕昭信のオールナイトニッポン』 - 土曜・1969年10月18日〜1972年7月1日／火〜土曜1部"ビバカメショー"・同年7月4日〜10月21日／月〜土曜1部"ビバカメショー"・同年10月23日〜1973年6月30日／★45特番／★55特番（斉藤安弘と）                                 |
| カルメン         | 『カルメンのオールナイトニッポン』 - 金曜・1973年7月〜1974年6月／月曜1部・同年7月〜9月／金曜1部・同年10月〜12月 |
| ガレッジセール   | 火曜r・2000年11月〜2001年9月／月曜com・同年10月〜2002年3月 |
| 川上未映子       | 『川上未映子のオールナイトニッポン』 - ○2008年3月3日／第一金曜1部・2008年5月〜7月 |
| 川村かおり       | 『川村かおりのオールナイトニッポン』 - 土曜2部・1989年4月〜1991年5月／●2009年4月4日土曜1部 |
| 河村隆一         | 『河村隆一の@llnightnippon.com MUSIC JAM』 - 土曜com・2001年10月〜2002年3月 |

### き
| パーソナリティ名               | 日程・番組名など |
| ------------------------------ | --- |
| 如月音流                       | 『如月音流のオールナイトニッポン』 - 第三金曜1部・2008年8月〜10月 |
| 岸部シロー                     | 『岸部シローのオールナイトニッポン』 - 土曜・1973年7月〜9月 |
| Kis-My-Ft2                     | 金曜プレミアム・2018年10月〜2019年3月／●同年4月15日月曜GOLD／土曜プレミアム・同年10月〜2020年3月／●同年4月26日日曜プレミアム／土曜プレミアム・2020年10月〜2021年3月／●2021年8月3日火曜1部／●2024年12月14日土曜プレミアム |
| 木藤隆雄                       | 月曜2部・1974年7月〜12月 |
| 木根尚登                       | 『木根尚登のオールナイトニッポン』 - 水曜1部・1990年1月〜1991年1月 |
| 木下明水（ジョビジョバ）       | 火曜いいネ・2003年4月〜2004年3月 |
| 木村世治（ZEPPET STORE）       | 『ZEPPET STORE木村世治のallnightnippon-r』 - 金曜R・1998年10月〜1999年3月／月曜r・同年4月〜2000年4月 |
| KYOYA                          | 金曜1部・1996年4月〜1997年4月 |
| 清須邦義                       | 水曜2部・1979年10月〜1980年3月／金曜2部・同年4月〜6月 |
| 鬼龍院翔（ゴールデンボンバー） | 『ゴールデンボンバー鬼龍院翔のオールナイトニッポン』- 水曜1部・2011年1月5日〜12月28日／月曜1部・2012年1月2日〜2015年6月29日／●2023年2月4日土曜プレミアム                                                                 |

### く
| パーソナリティ名               | 日程・番組名など |
| ------------------------------ | --- |
| 宮藤官九郎                     | 『宮藤官九郎のオールナイトニッポンGOLD』 - 木曜GOLD・2013年10月／火曜GOLD・同年11月〜2015年9月／金曜GOLD（第一金曜日担当）・同年10月〜2019年3月 |
| 久保こーじ                     | 木曜2部・1992年10月〜1994年3月 |
| 久保ミツロウ・能町みね子       | 『久保ミツロウ・能町みね子のオールナイトニッポン0 (ZERO)』『久保ミツロウ・能町みね子のオールナイトニッポン』『久保ミツロウ・能町みね子のオールナイトニッポンGOLD』 - 火曜ZERO・2012年4月〜2013年3月／火曜1部・同年4月〜2014年3月／●同年6月6日、10月17日、10月24日金曜GOLD／木曜GOLD・2015年4月〜9月／●2022年12月3日土曜プレミアム |
| Creepy Nuts                    | 『Creepy Nutsのオールナイトニッポン0 (ZERO)』『Creepy Nutsのオールナイトニッポン』 - ○2016年11月12日土曜R／○2017年1月14日土曜R／○2017年9月23日土曜R／○2017年12月23日土曜R／火曜ZERO・2018年4月〜2022年3月／月曜1部・2022年4月11日〜2023年3月／★55特番（ゆずと）／●2024年2月19日月曜1部／●2025年4月8日火曜1部                      |
| くり万太郎                     | 『くり万太郎のオールナイトニッポン』『くり万太郎のオールナイトニッポンR』 - 火曜2部・1975年10月〜1976年9月／火曜1部・同年10月〜1977年9月／月曜1部・同年10月〜1978年3月／月〜木曜R・2009年3月30日〜2012年3月29日 |
| くりぃむしちゅー（海砂利水魚） | 『くりぃむしちゅーのオールナイトニッポン』 - ○1998年8月（海砂利水魚名義）／火曜1部・2005年7月〜2008年12月／●2016年6月17日金曜1部／●同年12月6日火曜1部／●2017年5月29日月曜1部／●2018年8月31日金曜1部／●2020年9月22日火曜1部／●2021年5月5日水曜1部／★55特番                                                                         |
| グローバー                     | 『グローバーのオールナイトニッポンR』 - 木曜いいネ・2003年4月〜2004年3月／土曜R・同年4月〜2005年3月 |
| 桑田佳祐                       | 『桑田佳祐のオールナイトニッポン』 - 木曜1部・1979年4月〜1980年6月／火曜1部・1984年1月〜1985年10月／●2004年7月15日／●2008年3月11日 |

### け
| パーソナリティ名 | 日程・番組名など                                               |
| ---------------- | -------------------------------------------------------------- |
| 圭修             | 『圭修のオールナイトニッポン』 - 土曜1部・1987年8月〜1988年3月 |

### こ
| パーソナリティ名 | 日程・番組名など |
| ---------------- | --- |
| 小泉今日子       | 『小泉今日子のオールナイトニッポン』 - 水曜1部・1986年4月〜1988年9月／●2007年3月26日／★40特番／●2012年2月24日金曜GOLD／●2017年5月12日金曜GOLD／●2023年2月16日木曜プレミアム／●2023年4月17日月曜プレミアム／●2025年6月9日月曜プレミアム   |
| 高信太郎         | 火曜1部・1975年7月〜9月 |
| 河野嘉之         | 月曜1部・1976年10月〜1977年9月 |
| 鴻上尚史         | 『鴻上尚史のオールナイトニッポン』 - 金曜2部・1983年10月〜1985年3月／金曜1部・1987年10月〜1989年3月／●2012年6月1日金曜GOLD／●2013年2月18日月曜GOLD／●2015年1月23日金曜GOLD／火曜プレミアム・2018年1月〜3月／●2023年1月28日土曜プレミアム |
| GO!GO!7188       | 『GO!GO!7188のallnightnippon-r』 金曜r・2000年10月〜2001年9月／●2002年10月23日水曜r |
| 小久保淳平       | 『小久保淳平のオールナイトニッポンR』 - 月曜R・2002年4月〜2003年9月 |
| ココリコ         | ○1997年11月6日木曜2部／月曜com・1999年4月〜2001年3月／火曜プレミアム・2017年10月〜12月／●同年11月21日火曜1部（田中直樹のみ、藤井隆と）／月曜プレミアム・2018年10月〜2019年3月                                                            |
| 小島慶子         | 『小島慶子のオールナイトニッポンGOLD』 - ○2012年4月20日金曜GOLD／水曜GOLD・2013年4月〜10月／『小島慶子とミッツ・マングローブのオールナイトニッポンGOLD』（ミッツ・マングローブと） - 水曜GOLD・2013年10月〜2014年12月                    |
| コッペ           | 水曜2部・1978年4月〜1979年3月／金曜1部・同年4月〜9月（近田春夫とコンビで担当） |
| 小林麻美         | 火曜1部・1975年9月〜1976年3月 |
| 小林克也         | 月曜・1973年7月〜12月／●2014年8月25日月曜GOLD／●2015年4月20日 - 23日GOLD（わが人生の一曲 My Best 1）／●2019年12月30日月曜GOLD／★55特番／●2023年2月25日土曜プレミアム                                                                     |
| 小林みちひろ     | 月曜2部・1982年10月〜1983年3月 |
| コブクロ         | 火曜com・2001年10月〜2002年3月／●2018年12月14日金曜GOLD |
| 小峯隆生         | 『小峯隆生のオールナイトニッポン』 - 水曜1部・1985年4月〜1986年3月／水曜2部・1987年10月〜1988年9月 |
| 小山茉美         | 『小山茉美のオールナイトニッポン JJミュージック』 水曜2部・1983年7月〜1985年3月 |
| 近藤夏子         | 『近藤夏子のオールナイトニッポンR』 - 第4週土曜R・2010年4月〜2012年1月 |

### さ
| パーソナリティ名                    | 日程・番組名など |
| ----------------------------------- | --- |
| 斉藤安弘                            | 『斉藤安弘のオールナイトニッポン』『オールナイトニッポンエバーグリーン』 - 火曜・1967年10月3日〜1972年6月27日／木曜・1973年7月5日〜1974年3月28日／"エバーグリーン" 2003年9月29日〜2009年3月26日／★55特番（亀渕昭信と）                                                                 |
| 斉藤由貴                            | 木曜M10・2015年10月1日〜2017年9月7日 |
| 佐伯すすむ                          | 土曜2部・1993年9月〜1996年5月 |
| 坂崎幸之助                          | 『坂崎幸之助のオールナイトニッポン』 - 火曜2部・1980年4月〜1981年9月／火曜1部・1982年4月〜1983年3月／水曜1部・2004年3月31日〜9月22日／★45特番／『坂崎幸之助と吉田拓郎のオールナイトニッポンGOLD』（吉田拓郎と） - 月曜GOLD・2009年11月〜2013年9月／●2024年8月5日月曜GOLD（吉田拓郎と） |
| さくらももこ                        | 『さくらももこのオールナイトニッポン』 - 月曜1部・1991年10月14日〜1992年10月 |
| 笹川美和                            | 『笹川美和のオールナイトニッポン』 - 金曜1部・2004年10月1日〜2005年3月25日／●2006年3月3日／●2012年8月25日土曜R |
| サンプラザ中野くん (サンプラザ中野) | 『サンプラザ中野のオールナイトニッポン』 - 金曜1部・1985年4月26日〜1987年10月9日／●2018年1月3日水曜プレミアム／●2024年8月9日金曜GOLD |

### し
| パーソナリティ名         | 日程・番組名など |
| ------------------------ | --- |
| シーモネーター           | （DJ TAKI-SHITと）金曜r・2002年10月〜2003年4月 |
| 志賀まさひろ             | 水曜2部・1976年6月〜1977年3月／火曜2部・同年4月〜7月 |
| Shiggy Jr.               | 『Shiggy Jr.のオールナイトニッポン0(ZERO)』 - ○2014年9月6日土曜R／○同年12月30日火曜GOLD／月曜ZERO・2015年4月〜2016年3月                                                                                               |
| 自切俳人〔ジキルハイド〕 | 木曜1部・1977年1月〜1978年3月 |
| シシド・カフカ           | 『シシド・カフカのオールナイトニッポン0(ZERO)』 - ○2012年10月13日土曜R／水曜ZERO・2013年4月〜2014年3月／●2015年5月2日土曜R                                                                                            |
| SISTER JET               | 『SISTER JETのオールナイトニッポンR』 - 第二土曜R・2010年4月〜9月 |
| 次長課長                 | 『次長課長のオールナイトニッポンR』 - ○2005年6月18日土曜R／第二土曜R・2007年4月〜2008年12月／●2018年9月1日土曜ZERO |
| 篠原美也子               | 『篠原美也子のオールナイトニッポン』 - 水曜2部・1993年10月6日〜1995年10月4日 |
| 渋谷龍太（SUPER BEAVER） | 『渋谷龍太のオールナイトニッポン0(ZERO)』 - 木曜ZERO・2017年4月〜2018年3月／●同年7月7日土曜ZERO／●2019年1月5日土曜1部／●2020年6月20日土曜ZERO／●2021年4月16日・23日金曜X／●2022年1月28日金曜X／●2024年11月18日月曜1部 |
| 清水宏                   | 火曜2部・1992年10月〜1994年3月 |
| 春風亭昇太               | 『春風亭昇太のオールナイトニッポン』 - 月曜1部・2005年10月〜2006年12月 |
| SHO（BY-SEXUAL）         | 月曜2部・1991年1月〜9月 |
| SHOGO                    | 『SHOGOのオールナイトニッポン』 - 火曜r・2002年10月〜2003年9月／"フライデースペシャル"・2003年11月〜2004年3月／土曜1部・同年4月〜2006年3月                                                                            |
| 笑福亭鶴光               | 『笑福亭鶴光のオールナイトニッポン』 - 水曜・1974年4月〜6月／土曜・同年7月〜1985年10月5日／●1992年／●2000年1月22日／"アゲイン"・2006年10月〜2007年3月／★40特番／★45特番／★55特番                                      |
| 白井貴子                 | 『白井貴子のオールナイトニッポン』 - 火曜2部・1983年10月〜1986年9月 |
| SILVA                    | ○1998年12月28日月曜R／金曜com・1999年4月〜9月／木曜SUPER・同年10月〜2000年3月／"Sunday Special"・同年4月〜2001年3月                                                                                                   |
| 城田優                   | 『城田優のオールナイトニッポン』 - ○土曜R・2008年10月25日／月曜1部・2009年1月〜2010年12月 |
| 新内眞衣（元乃木坂46）   | 『乃木坂46 新内眞衣のオールナイトニッポン0(ZERO)』 - 水曜ZERO・2016年4月〜2019年3月／●2023年1月14日土曜プレミアム |
| 新保友映                 | 『新保友映のオールナイトニッポンGOLD』 - 金曜GOLD・2010年1月〜2011年3月／●2015年12月24日木曜M10／●2017年10月5日、11月23日木曜M10                                                                                      |

### す
| パーソナリティ名 | 日程・番組名など |
| ---------------- | --- |
| 杉山清貴         | 月曜2部・1986年4月8日〜9月／●2011年4月8日金曜GOLD（林哲司と） |
| 菅田将暉         | 『菅田将暉のオールナイトニッポン』 - ○2017年2月10日金曜GOLD／月曜1部・2017年4月〜2022年4月4日／★55特番                                                                           |
| SPYAIR           | 『SPYAIRのオールナイトニッポン0(ZERO)』 - ○2010年12月10日金曜R／第4週土曜R・2012年2月・3月／水曜ZERO・同年4月〜2013年3月                                                         |
| スフィア         | 『スフィアのオールナイトニッポンR』 - ○2010年6月18日金曜R／○2010年12月13日／第3週土曜R・2011年4月16日〜2017年3月18日／不定期土曜R・同年6月17日〜10月21日／●2019年5月11日土曜ZERO |
| 角田龍平         | 『角田龍平のオールナイトニッポンR』 - 土曜R・2009年1月〜12月／●2012年2月3日金曜R                                                                                                 |

### せ
| パーソナリティ名 | 日程・番組名など               |
| ---------------- | ------------------------------ |
| 瀬戸龍介         | 金曜2部・1980年7月〜1982年3月  |
| Sepia'n Roses    | 金曜2部・1991年10月〜1992年5月 |
| ぜんじろう       | 木曜2部・1995年4月〜1996年8月  |

### そ
| パーソナリティ名 | 日程・番組名など |
| ---------------- | --- |
| 荘口彰久         | 『荘口彰久のオールナイトニッポンR』 - 土曜2部・1996年4月〜1998年3月／火曜r・同年7月〜1999年3月／木曜com・同年4月〜9月／土曜com・同年10月〜2000年3月／土曜r"ネクストブレイクファクトリー"・同年4月〜9月／（玉川美沙と）土曜"たまそう音楽堂"・同年10月〜2001年10月／●2001年1月3日水曜r／★40特番／●2017年3月31日金曜GOLD／●2022年10月15日土曜プレミアム／★55特番（福山雅治と） |
| 曽我部哲弥       | 火曜2部・1990年4月〜9月 |
| 園田利隆         | 月曜2部・1996年4月8日〜12月23日 |

### た
| パーソナリティ名                  | 日程・番組名など |
| --------------------------------- | --- |
| 高岡尞一郎                        | 『高岡尞一郎のオールナイトニッポン』 - 水曜・1967年10月〜1970年9月 |
| 高崎一郎                          | 『高崎一郎のオールナイトニッポン』 - 土曜・1967年10月〜1969年9月 |
| 高橋優                            | 『高橋優のオールナイトニッポンシリーズ』『オールナイトニッポンサタデースペシャル 大倉くんと高橋くん』 - ○2011年2月18日、4月22日、5月13日、7月1日、8月5日、10月28日、12月30日、2012年1月27日、2月24日、3月23日金曜R／○同年8月4日土曜R／○同年12月28日金曜GOLD／○2013年4月13日土曜R／（大倉忠義と）"サタデースペシャル"・2015年4月〜2020年3月／●2020年10月17日土曜ZERO |
| 高橋幸宏                          | 『高橋幸宏のオールナイトニッポン』 - 火曜1部・1983年4月〜12月 |
| 高松豪・たかまつなな              | 『高松豪とたかまつななのオールナイトニッポン0(ZERO)』 - 月曜ZERO・2014年7月7日〜9月22日 |
| TAKU（THE FUSE）                  | 金曜2部・1990年10月〜1991年3月 |
| TAKUI                             | 『TAKUIのallnightnippon-r』 - 月曜r・2000年4月〜2001年9月 |
| 武田鉄矢                          | 金曜1部・1975年7月〜12月 |
| 竹村あきら→TAKEMURA（SNAIL RAMP） | 金曜com・1999年10月〜2001年6月／水曜いいネ・2003年4月〜2004年3月 |
| 橘いずみ                          | 金曜2部・1992年10月〜1993年10月 |
| ダディ竹千代                      | 『ダディ竹千代のオールナイトニッポン』 - 水曜2部・1980年4月〜6月／木曜1部・同年7月10日〜12月25日 |
| 田中義剛                          | 『田中義剛のオールナイトニッポン』 - 土曜2部・1987年7月〜1989年3月 |
| 谷山浩子                          | 『谷山浩子のオールナイトニッポン』 - 木曜2部・1982年4月8日〜1986年4月3日／●2007年1月20日土曜R／●2012年5月11日金曜GOLD／●同年10月14日日曜R（ROLLYと）／★45特番／●2017年9月2日土曜R |
| 田畑達志                          | 木曜2部・1974年7月4日〜同年12月26日／水曜2部・1975年1月1日〜9月24日／水曜1部・同年10月1日〜1976年3月31日／金曜(1部+2部の4時間 湯浅明とコンビで｢湯浅明＆田畑達志のオールナイトニッポン電話リクエスト｣)・1977年4月8日〜9月30日 |
| 玉川美沙                          | 土曜com・2000年4月〜9月／（荘口彰久と）土曜"たまそう音楽堂"・同年10月〜2001年9月／●2018年9月8日土曜ZERO |
| 田村淳                            | 『田村淳のオールナイトニッポン』 - 月曜いいネ→金曜1部・2003年4月〜2004年9月／（ロンドンブーツ1号2号として）★45特番 |
| タモリ                            | 『タモリのオールナイトニッポン』 - 水曜1部・1976年10月〜1983年9月／●1991年10月18日／★40特番／●2014年6月13日金曜GOLD／●2015年12月18日金曜GOLD／●2016年12月30日金曜GOLD／★55特番 |
| 団長（NoGoD）                     | 『NoGoD団長のオールナイトニッポン0(ZERO)』 - ○2011年6月3日金曜R／月曜ZERO・2013年4月〜2014年3月 |

### ち
| パーソナリティ名       | 日程・番組名など |
| ---------------------- | --- |
| Czecho No Republic     | 『Czecho No Republicのオールナイトニッポン0(ZERO)』 - 火曜ZERO・2014年4月〜2015年3月／●同年9月5日土曜R                 |
| 近田春夫               | 『近田春夫のオールナイトニッポン』 - 火曜2部・1977年10月〜1979年3月／金曜1部・同年4月〜9月（コッペとコンビで担当）     |
| 千紗（girl next door） | 『GIRL NEXT DOOR千紗のオールナイトニッポン』 - 月1回特番・2008年9月〜2009年2月                                         |
| チャラン・ポ・ランタン | 『チャラン・ポ・ランタンのオールナイトニッポン0(ZERO)』 - 水曜ZERO・2014年10月〜2015年3月                              |
| チュートリアル         | 『チュートリアルのオールナイトニッポンR』 - ○2006年6月10日土曜R／○2007年3月17日土曜R／第三土曜R・2007年4月〜2008年12月 |
| ちわきまゆみ           | 水曜2部・1986年10月〜1987年9月                                                                                         |

### つ
| パーソナリティ名 | 日程・番組名など |
| ---------------- | --- |
| 塚越孝           | 『塚越孝のオールナイトニッポン』 - 木曜2部・1978年4月〜1979年3月                                                                          |
| 辻仁成           | 『辻仁成のオールナイトニッポン』 - 月曜2部・1987年10月5日〜1989年10月2日                                                                  |
| 土屋礼央         | 『土屋礼央のオールナイトニッポン』 - 火曜R・2002年4月〜9月／火曜com→1部・同年10月〜2005年6月／●同年10月7日／●2022年11月26日土曜プレミアム |
| 常木建男         | 『常木建男のオールナイトニッポン』 - 金曜・1967年10月〜1968年9月                                                                          |
| つぶやきシロー   | 月曜2部・1997年10月〜1998年3月 |
| つボイノリオ     | 『つボイノリオのオールナイトニッポン』 - 金曜→金曜1部・1977年10月〜1979年3月                                                              |
| つんく♂          | 月曜2部・1992年9月／水曜1部・1996年7月〜1997年10月                                                                                        |

### て
| パーソナリティ名             | 日程・番組名など |
| ---------------------------- | --- |
| DJ TAKI-SHIT                 | （シーモネーターと）金曜r・2002年10月〜2003年4月 |
| デーモン閣下（デーモン小暮） | 『デーモン小暮のオールナイトニッポン』 - 月曜1部・1987年4月6日〜1990年5月14日／●2014年8月27日水曜GOLD（大槻ケンヂと）／木曜プレミアム・2017年10月〜12月／●2023年3月25日土曜プレミアム |
| 寺内たけし                   | 『寺内たけしのオールナイトニッポン』 - 火曜2部・1987年10月〜1988年9月／月曜2部・1989年10月〜1990年12月                                                                                |
| 寺田恵子                     | 『寺田恵子のオールナイトニッポン』 - 木曜2部・1986年4月10日〜1987年10月1日 |
| 電気グルーヴ                 | 『電気グルーヴのオールナイトニッポン』 - 土曜2部・1991年6月〜1992年9月／火曜1部・同年10月〜1994年3月／●1999年6月30日／●2000年9月7日／★55特番                                          |

### と
| パーソナリティ名 | 日程・番組名など |
| ---------------- | --- |
| 堂島孝平         | 月曜2部・1995年10月〜1996年4月1日／●2022年1月4日火曜1部（岩尾望・市川紗椰・でか美ちゃんと） |
| 所ジョージ       | 『所ジョージのオールナイトニッポン』『所ジョージのオールナイトニッポンGOLD』 - 火曜1部・1977年10月〜1980年3月、1981年4月〜1982年3月／★40特番／木曜GOLD・2009年12月〜2010年12月                                                |
| TOSHI（X JAPAN） | 『X TOSHIのオールナイトニッポン』 - 水曜1部・1992年4月〜8月／月曜プレミアム・2018年1月〜3月 |
| 鳥羽潤           | 水曜2部・1997年10月〜1999年3月 |
| TRICERATOPS      | 木曜R・1999年1月〜3月 |
| ドランクドラゴン | 『ドランクドラゴンのオールナイトニッポンR』 - ○2003年3月11日火曜com／○2006年2月3日金曜R／第一土曜R・2007年4月〜2008年12月／●2008年2月15日『日本アカデミー賞スペシャル』／●2009年10月5日（現在はオールナイトニッポンモバイル） |
| とんねるず       | 『とんねるずのオールナイトニッポン』 - 火曜1部・1985年10月15日〜1992年10月13日 |

### な
| パーソナリティ名              | 日程・番組名など |
| ----------------------------- | --- |
| 9nine                         | 『9nineのオールナイトニッポンR』 - 第2週土曜R・2010年10月9日〜2012年3月10日                                                                                                  |
| なおと→ナオト・インティライミ | 火曜r・2001年10月／●2008年12月23日火曜1部／●2010年9月1日水曜1部『オールナイトニッポンLIVEスペシャル』／●2011年2月11日金曜R                                                   |
| 中居正広                      | 『中居正広のオールナイトニッポン』 - 月曜1部・1993年11月〜1994年10月／★45特番／●2013年9月18日水曜GOLD／★55特番                                                               |
| 永井龍雲                      | 『永井龍雲のオールナイトニッポン』 - 木曜2部・1981年4月〜1982年4月 |
| 中川家                        | 火曜プレミアム・2018年10月〜2019年3月／●2020年9月23日水曜1部（サンドウィッチマン・ナイツと）／2021年12月21日火曜1部（同じく）／●2023年2月10日金曜GOLD（海原やすよ ともこと） |
| 中澤裕子                      | ○1999年6月16日水曜r／『中澤裕子のallnightnippon SUPER!』 - 木曜SUPER・2000年4月〜2001年3月／"Sunday Special"→"Sunday SUPER!"・同年4月〜2003年3月                             |
| 中島みゆき                    | 『中島みゆきのオールナイトニッポン』 - 月曜1部・1979年4月〜1987年3月／●1991年10月／●2006年12月／★45特番／不定期日曜"月イチ"・2013年4月〜2018年9月                            |
| 中田敦彦                      | 水曜プレミアム・2018年10月〜2019年3月 |
| 永野芽郁                      | 『永野芽郁のオールナイトニッポンX』 - ○2019年3月29日金曜GOLD／月曜X・2025年4月〜5月                                                                                          |
| 長渕剛                        | 『長渕剛のオールナイトニッポン』 - 水曜2部→金曜1部 1979年4月〜1980年9月／●1990年8月／"フライデースペシャル"・2003年4月〜9月／●2022年4月22日金曜GOLD                          |
| 中村あゆみ                    | 『中村あゆみのオールナイトニッポン』 - 金曜2部・1985年4月〜1987年1月 |
| 長屋晴子（緑黄色社会）        | 『緑黄色社会・長屋晴子のオールナイトニッポンX』 - ○2022年1月22日土曜ZERO／火曜X・2022年4月〜2024年3月                                                                        |
| なすえりこ                    | 『なすえりこのオールナイトニッポン』 - 月曜2部・1975年6月〜1976年3月 |
| なにわ男子                    | ○2020年12月14日月曜プレミアム／○2021年7月29日木曜1部／土曜プレミアム・2021年10月〜2022年3月                                                                                  |

### に
| パーソナリティ名               | 日程・番組名など |
| ------------------------------ | --- |
| 2・3'S（ニーサンズ）           | 土曜2部・1992年10月〜1993年9月 |
| 西川貴教                       | 『西川貴教のオールナイトニッポン』 - 月曜2部・1997年1月8日〜9月26日／金曜"Music Revolution"・同年10月4日〜1998年3月／金曜1部・同年4月〜1999年3月／火曜SUPER・同年4月2日〜2003年3月／月曜1部・同年3月28日〜2005年9月26日／●2006年1月2日／●2010年3月23日火曜GOLD『THE MUSICMANのオールナイトニッポンGOLD』／●2012年4月6日金曜GOLD／★45特番／●2013年5月10日金曜1部／●2017年4月14日金曜GOLD／●2019年10月19日土曜1部／●2020年4月27日月曜1部／●2022年6月2日木曜X／●2022年10月1日土曜プレミアム／●2023年2月16日木曜X |
| 西崎義展                       | 金曜2部・1980年7月〜8月 |
| ニャンコ（タンゴ・ヨーロッパ） | 金曜2部・1982年10月〜1983年9月 |
| ニューヨーク                   | 『ニューヨークのオールナイトニッポン0(ZERO)』 - ○2015年4月11日土曜R／木曜ZERO・2016年4月〜2017年3月 |

### ね
| パーソナリティ名 | 日程・番組名など |
| ---------------- | --- |
| NESMITH (EXILE)  | 『EXILE NESMITHのオールナイトニッポン』 - 水曜1部・2012年1月〜2013年3月                                                                                  |
| ネプチューン     | ○1998年8月26日／金曜SUPER・1999年4月〜2002年9月／★55特番（土田晃之と）                                                                                   |
| 根本宗子・長井短 | 『根本宗子と長井短のオールナイトニッポン0(ZERO)』 - 月曜ZERO・2018年4月〜2019年3月／●同年11月7日木曜ZERO／●2020年4月11日土曜ZERO／●2021年9月18日土曜ZERO |

### の
| パーソナリティ名 | 日程・番組名など               |
| ---------------- | ------------------------------ |
| 野坂昭如         | 金曜1部・1975年12月〜1976年2月 |
| NOB（CURIO）     | 金曜2部・1997年4月〜10月       |
| 野村義男         | 水曜1部・1983年10月〜1984年3月 |

### は
| パーソナリティ名       | 日程・番組名など |
| ---------------------- | --- |
| Hi-Hi                  | 『Hi-Hiのオールナイトニッポン0(ZERO)』 - ○金曜R・2012年1月6日／木曜ZERO・2012年4月〜2013年3月 |
| バカボン鬼塚           | 『オールナイトニッポン 有楽町音楽室』 - 金曜1部・2007年4月〜2008年4月／第4金曜1部・同年5月〜12月 |
| バカリズム             | 『バカリズムのオールナイトニッポンGOLD』 - ○2012年8月28日水曜1部／○同年10月12日金曜GOLD／○2013年5月3日金曜GOLD／月曜GOLD・同年10月〜2015年9月／●2017年11月28日火曜1部／木曜プレミアム・2018年1月〜3月／●同年8月27日月曜1部／●2023年9月11日月曜1部（陣内智則と）／●2025年5月26日月曜1部 |
| back number            | 『back numberのオールナイトニッポン』 - ○2012年3月16日金曜R／○同年11月3日土曜R／○2013年1月3日木曜1部／○同年6月22日土曜R／火曜1部・2014年4月〜2017年3月／●同年12月19日火曜1部／●2024年9月11日水曜1部                                                                                    |
| バブルガム・ブラザーズ | 水曜2部・1985年4月〜1986年3月 |
| はる                   | 『はるのオールナイトニッポンR』 - 最終金曜R・2009年7月31日〜2011年9月30日 |
| 半田健人               | 『半田健人のオールナイトニッポン』 - 土曜1部・2009年1月〜10月／●2025年4月30日水曜GOLD |
| はんにゃ               | 『はんにゃのオールナイトニッポン』 - 第4土曜R・2010年1月〜3月／○同年4月6日火曜1部／火曜1部・同年4月〜2011年3月／●2021年1月8日金曜1部（金田哲のみ、四千頭身都築拓紀と） |
| BUMP OF CHICKEN        | 火曜r・2001年9月〜2002年3月 |

### ひ
| パーソナリティ名               | 日程・番組名など |
| ------------------------------ | --- |
| ピー・カ・ブー                 | 火曜R・1998年4月〜6月 |
| ビートたけし                   | 『ビートたけしのオールナイトニッポン』 - 木曜1部・1981年1月〜1990年12月／★40特番／★45特番／●2018年3月3日／●同年12月10日月曜プレミアム |
| 彦摩呂                         | 『彦摩呂のオールナイトニッポン』 - 木曜2部・1989年6月〜1990年3月 |
| 久本雅美                       | 『久本雅美のオールナイトニッポン』 - 金曜2部・1987年2月〜1988年6月／★45特番 |
| ピストン西沢                   | 『ピストン西沢のオールナイトニッポンGOLD』 - 水曜GOLD・2009年12月〜2011年3月 |
| ヒダカトオル（BEAT CRUSADERS） | 『BEAT CRUSADERS ヒダカトオルのオールナイトニッポン』 - 月曜1部・2007年1月〜2008年12月 |
| hide（X JAPAN）                | 金曜R・1998年4月 |
| ビビる                         | 木曜r・2000年10月〜2001年9月／金曜com・同年10月〜2002年4月 |
| ビビる大木                     | 『ビビる大木のオールナイトニッポン』『堀内健とビビる大木のオールナイトニッポン』 - （ビビるとして）木曜r／（同じく）金曜com／金曜com・2002年5月〜9月→（堀内健と）"super friday!"・同年10月〜2003年3月→（同じく）水曜1部・同年4月〜2004年3月／水曜1部・同年10月6日〜2005年3月23日／●2005年10月22日土曜R／●2013年11月8日金曜GOLD／●2015年1月22日木曜GOLD／●2023年3月4日土曜プレミアム／●2025年5月23日金曜GOLD |
| 平野友康                       | 金曜1部・1997年4月〜9月／土曜R・1998年4月〜1999年3月 |
| 平松愛理                       | 『平松愛理のオールナイトニッポン』 - 金曜2部・1991年4月〜9月 |
| ヒルビリー・バップス           | 金曜2部・1989年10月〜1990年3月 |
| 広瀬香美                       | 『広瀬香美のオールナイトニッポンGOLD』 - 水曜GOLD・2011年4月〜2013年3月／不定期金曜GOLD・2015年5月〜8月 |

### ふ
| パーソナリティ名       | 日程・番組名など |
| ---------------------- | --- |
| ファーストサマーウイカ | 『ファーストサマーウイカのオールナイトニッポン0(ZERO)』 - ○2019年11月16日土曜ZERO／月曜ZERO・2020年4月〜2022年3月／●2023年3月18日土曜ZERO／●2024年12月30日月曜1部 |
| フェイズ               | 金曜2部・1982年4月〜9月 |
| 福王寺彩野             | 『福王寺彩野のオールナイトニッポン』 - 第三金曜1部・2008年5月〜7月 |
| 福山雅治               | 『福山雅治のオールナイトニッポン』『福山雅治のオールナイトニッポンサタデースペシャル・魂のラジオ』 - 木曜2部・1992年1月〜9月／木曜1部・同年10月〜1994年6月／月曜1部・同年11月〜1998年3月／"サタデースペシャル"・2000年4月〜2015年3月／★40特番／★45特番／★55特番（荘口彰久と）／●2024年3月15日金曜GOLD／●2025年3月21日金曜GOLD |
| 藤井隆                 | 『藤井隆のオールナイトニッポン』 - 月曜com・2001年10月〜2002年3月／土曜com・同年4月〜9月／木曜R・2003年4月〜9月／金曜プレミアム・2017年10月〜12月／●同年11月21日火曜1部（ココリコ 田中直樹と） |
| 藤井フミヤ             | 『藤井郁弥のオールナイトニッポン』 - 水曜1部・1989年4月〜12月（当時は藤井郁弥名義）／●2013年7月29日月曜GOLD／水曜プレミアム・2017年10月〜12月／●2022年11月19日土曜プレミアム |
| 藤田志穂               | 『藤田志穂のオールナイトニッポン』 - 第二金曜1部・2008年5月〜7月 |
| Pliːz                  | 『Pliːzのオールナイトニッポン』 - 金曜2部・1988年7月〜1989年9月 |
| 船江修（OYSTARS）      | 金曜2部・1996年7月〜1997年3月 |
| 古内東子               | 『古内東子のオールナイトニッポン』 - 水曜2部・1995年10月11日〜1997年10月1日／●2007年6月23日土曜R（Soweluと） |
| 古田新太               | 『古田新太のオールナイトニッポン』 - 木曜1部・1991年1月〜1992年10月／★45特番 |
| 古舘伊知郎             | 『古舘伊知郎のオールナイトニッポンGOLD』 - 第4金曜GOLD・2016年10月〜2018年12月／ 第3金曜GOLD・2019年1月〜2019年4月／ 第1金曜GOLD・2019年5月〜2022年3月 |
| フワちゃん             | 『フワちゃんのオールナイトニッポン0(ZERO)』 - ○2020年9月23日水曜ZERO／水曜X・2021年4月〜2022年3月／月曜ZERO・2022年4月〜2024年7月29日／★55特番（ぺこぱ・佐久間宣行・マヂカルラブリー・三四郎と） |

### へ
| パーソナリティ名 | 日程・番組名など |
| ---------------- | --- |
| ぺこぱ           | 『ぺこぱのオールナイトニッポンX』 『ぺこぱのオールナイトニッポン0(ZERO)』 - ○2020年4月25日土曜ZERO／木曜X・2021年4月〜2022年3月／火曜ZERO・2022年4月〜2023年3月／★55特番（フワちゃん・佐久間宣行・マヂカルラブリー・三四郎と） |

### ほ
| パーソナリティ名       | 日程・番組名など |
| ---------------------- | --- |
| ホフディラン           | 木曜2部・1997年4月〜10月2日／●土曜R・2017年11月25日 |
| 堀内健（ネプチューン） | （ビビる大木と）"super friday!"・2002年10月〜2003年3月→（同じく）水曜1部・同年4月〜2004年3月／水曜1部・同年10月6日〜2005年3月23日／●2015年6月19日金曜1部（出川哲朗と）／●2018年5月28日月曜1部（同じく）／●2019年9月2日月曜1部（同じく）／●2021年1月25日月曜1部（同じく）／●2023年1月10日火曜1部（同じく） |
| ポルノグラフィティ     | 『ポルノグラフィティのallnightnippon SUPER!』 - 水曜SUPER・2001年1月〜2003年3月／●2003年11月7日金曜1部／●2006年11月21日火曜1部／●2012年3月28日水曜1部／●2013年5月27日月曜1部／●2014年6月5日木曜GOLD／●2016年7月27日水曜1部／●2021年9月24日金曜X                                                           |

### ま
| パーソナリティ名   | 日程・番組名など |
| ------------------ | --- |
| 槇原敬之           | 火曜2部・1991年10月〜1992年9月 |
| ますだおかだ       | 『ますだおかだのオールナイトニッポン』 - ○1994年4月金曜2部／○1998年水曜2部／○2002年9月9日月曜com／○2003年2月25日火曜com／金曜1部・2006年4月〜2007年3月 |
| 松浦亜弥           | 『松浦亜弥のオールナイトニッポン』 - 水曜1部・2005年3月30日〜2006年12月27日 |
| 松田聖子           | ○1986年6月／○1987年4月／○同年11月／○1989年6月／○1990年11月／○2008年5月19日／○2010年5月28日金曜GOLD／○同年12月15日水曜GOLD／○2011年6月2日木曜GOLD／○同年12月16日金曜GOLD／○2013年6月21日金曜GOLD／火曜M10（月1回） - 2015年10月20日〜2018年3月27日／●2018年6月8日金曜GOLD／●2020年9月30日水曜GOLD／●2021年10月18日月曜プレミアム |
| 松永並子・北原ゆき | 水曜2部・1992年10月〜1993年3月 |
| 松村邦洋           | 『松村邦洋のオールナイトニッポン』 - 水曜2部・1993年4月7日〜9月29日／水曜1部・同年10月6日〜1996年6月26日／火曜1部・同年10月1日〜1999年3月23日／●2013年9月6日金曜GOLD／●2022年12月17日土曜プレミアム |
| 松山千春           | 『松山千春のオールナイトニッポン』 - 水曜2部・1977年10月〜1978年3月／月曜1部・1978年10月〜1979年3月／火曜1部・1980年4月〜1981年3月／DX・1997年10月〜1998年3月／★40特番／★45特番／●2014年4月11日金曜GOLD／★55特番 |
| 円広志             | 『円広志のオールナイトニッポン』 - 木曜2部・1979年4月〜9月 |
| 真璃子             | 『真璃子のオールナイトニッポン』 - 水曜2部・1990年4月4日〜1992年10月7日 |

### み
| パーソナリティ名     | 日程・番組名など |
| -------------------- | --- |
| MISIA                | 『MISIAのオールナイトニッポンGOLD』 - ○2004年2月20日金曜1部／○2007年2月7日水曜1部／○（久保田利伸と）2008年4月8日／○2009年12月25日金曜GOLD／○2016年1月8日金曜GOLD／○2019年1月4日金曜1部（HIDE（Greeeen）と）／○2020年11月23日月曜GOLD／第1金曜GOLD・2022年4月1日〜2023年3月3日 |
| 水溜りボンド         | 『水溜りボンドのオールナイトニッポン0(ZERO)』 - ○2019年7月13日土曜ZERO／○2020年1月1日水曜ZERO／木曜ZERO・2020年4月〜2021年3月／最終土曜ZERO・2021年4月〜2022年3月 |
| ミッツ・マングローブ | 『小島慶子とミッツ・マングローブのオールナイトニッポンGOLD』（小島慶子と） - 水曜GOLD・2013年10月〜2014年12月 ／『ミッツ・マングローブのオールナイトニッポンGOLD』 - 水曜GOLD・2015年1月〜9月／●2020年7月29日水曜M10／12月28日月曜GOLD                                        |
| 南こうせつ           | 『南こうせつのオールナイトニッポン』 - 木曜1部・1975年4月〜1976年12月、1978年4月〜1979年3月／★40特番／★45特番／●2023年2月13日月曜プレミアム |
| 宮崎文子             | 火曜2部・1974年7月〜1975年4月 |
| miwa                 | 『miwaのオールナイトニッポン』 - 第3週土曜R・2010年4月〜2011年3月／火曜1部・同年4月〜2013年3月／●同年9月9日月曜1部／●2014年2月7日金曜GOLD／●同年11月12日水曜GOLD／●2015年4月10日金曜GOLD／水曜プレミアム・2018年1月〜3月／●2022年2月4日金曜X                                  |

### む
| パーソナリティ名                   | 日程・番組名など                                                                         |
| ---------------------------------- | ---------------------------------------------------------------------------------------- |
| 村本大輔（ウーマンラッシュアワー） | 『ウーマンラッシュアワー村本大輔のオールナイトニッポン』 - 月曜1部・2015年7月〜2016年3月 |

### も
| パーソナリティ名   | 日程・番組名など |
| ------------------ | --- |
| moto               | 『motoのオールナイトニッポン0(ZERO)』 - ○2013年2月2日土曜R／火曜ZERO・2013年4月〜2014年3月                             |
| 本村康祐・西岡隼基 | 『本村康祐と西岡隼基のオールナイトニッポン0(ZERO)』 - 金曜ZERO・2012年4月〜2013年3月                                   |
| 本谷有希子         | 『本谷有希子のオールナイトニッポン』 - 金曜1部・2005年4月〜2006年3月                                                   |
| 桃乃未琴           | 『桃乃未琴のオールナイトニッポンR』 木曜R・1998年4月2日〜12月17日／"Sunday Request Night"→金曜r・2000年4月7日〜9月29日 |
| 森若香織           | 『森若香織のオールナイトニッポン』 - 火曜2部・1988年10月〜1990年3月                                                    |
| 諸口あきら         | 『諸口あきらのオールナイトニッポン』 - 火曜1部・1974年4月〜1975年6月                                                   |

### や
| パーソナリティ名                                      | 日程・番組名など |
| ----------------------------------------------------- | --- |
| 矢口真里（モーニング娘。）                            | 『モーニング娘。矢口真里のallnightnippon SUPER!』 - 木曜SUPER・2001年4月〜2003年3月                                                                                    |
| 山口良一                                              | 『山口良一のオールナイトニッポン』 - 火曜2部→金曜1部・1982年4月6日〜1985年4月5日                                                                                       |
| 山崎ハコ                                              | 『山崎ハコのオールナイトニッポン』 - 火曜2部・1979年4月〜1980年3月 |
| 山里亮太（南海キャンディーズ）                        | 『南海キャンディーズ 山里亮太のオールナイトニッポンR』 - 土曜R・2006年7月1日〜9月23日                                                                                  |
| 山下健二郎（三代目 J SOUL BROTHERS from EXILE TRIBE） | 『三代目 J SOUL BROTHERS 山下健二郎のオールナイトニッポン』 - 金曜1部・2015年4月〜2019年3月／2021年12月3日金曜X（小林直己・今市隆二と）／●2022年12月10日土曜プレミアム |
| 山下達郎                                              | 『山下達郎のオールナイトニッポン』 - 水曜2部・1976年1月〜3月／月曜2部・同年4月〜9月／●2022年6月21日火曜GOLD／★55特番（上柳昌彦と）                                     |
| 山田晃市                                              | 木曜・1972年2月〜9月 |
| 山田パンダ                                            | 月曜2部・1975年1月〜6月 |
| 山本シュウ                                            | 木曜2部・1994年4月〜1995年4月 |

### ゆ
| パーソナリティ名        | 日程・番組名など |
| ----------------------- | --- |
| U-turn                  | 『U-turnのオールナイトニッポン』 - 木曜2部・1996年10月〜1997年4月／火曜com・1999年4月〜9月／土曜com・同年10月〜2000年3月 |
| 湯浅明                  | 『湯浅明のオールナイトニッポン』 - 水曜1部・1974年7月3日〜9月25日／木曜1部・同年10月3日〜1975年3月27日／金曜(1部+2部の4時間 田畑達志とコンビで｢湯浅明＆田畑達志のオールナイトニッポン電話リクエスト｣)・1977年4月8日〜9月30日 |
| 裕木奈江                | 『裕木奈江のオールナイトニッポン』 - 水曜1部・1992年10月〜1993年9月 |
| YUKA（moumoon）         | 『moumoon YUKAのオールナイトニッポンR』『mouumoonのオールナイトニッポン』 - 第1週土曜R・2010年4月3日〜2012年3月3日、●同年5月5日／2011年2月28日月曜1部 |
| YUKI（元JUDY AND MARY） | 『YUKIのオールナイトニッポン』 - 火曜2部・1994年4月～1995年3月／金曜1部・同年4月〜1996年4月／●2017年3月13日月曜1部／●2022年9月15日木曜1部 |
| ゆず                    | 『ゆずのオールナイトニッポン』『ゆずのオールナイトニッポンGOLD』 - 月曜R・1998年4月〜9月／水曜1部・同年10月〜1999年3月／水曜SUPER・同年4月〜2000年11月／●2003年10月17日／●2005年6月8日／●2007年3月22日／★40特番／火曜GOLD・2009年12月〜2013年10月／木曜GOLD・同年11月〜2015年3月／●2017年6月2日金曜1部／●2018年4月4日水曜1部／●2019年5月17日金曜GOLD／★55特番（Creepy Nutsと） |

### よ
| パーソナリティ名              | 日程・番組名など |
| ----------------------------- | --- |
| YOASOBI                       | 『YOASOBIのオールナイトニッポンX』 - ○2020年7月18日土曜ZERO／○2021年1月5日火曜ZERO／火曜X・2021年4月〜2022年3月／●2022年9月16日金曜1部／●2024年9月9日月曜1部 |
| 吉井和哉（THE YELLOW MONKEY） | 『吉井和哉のオールナイトニッポン』 - 火曜1部・1995年10月〜1996年9月／●2006年10月2日／●2014年11月21日金曜GOLD |
| 吉岡聖恵（いきものがかり）    | 『いきものがかり吉岡聖恵のオールナイトニッポン』 - ○2008年10月4日金曜R／○同年11月28日／金曜1部・2009年1月〜2010年3月／水曜1部・同年4月〜12月／●2011年6月15日水曜1部／●2016年3月15日火曜1部／●2018年10月22日月曜1部／●2020年1月3日金曜1部 |
| 吉田拓郎                      | 『吉田拓郎のオールナイトニッポン』 - 月曜1部・1974年9月〜1975年9月／金曜1部・1980年10月〜1982年3月27日／DX・1997年10月〜1998年3月／★40特番／『坂崎幸之助と吉田拓郎のオールナイトニッポンGOLD』（坂崎幸之助と） - 月曜GOLD・2009年11月〜2013年9月／●2019年12月13日金曜GOLD／●2020年2月21日金曜GOLD／第2金曜日GOLD・2020年4月10日〜2022年12月16日／★55特番／●2024年6月14日金曜GOLD／●2024年8月5日月曜GOLD（坂崎幸之助と）／●2024年9月13日金曜GOLD |
| 吉田尚記                      | 『吉田尚記のオールナイトニッポン』『オールナイトニッポンGOLD app10.jp』 - ○2004年8月10日／金曜GOLD・2011年4月15日〜2012年3月30日／●2014年12月31日水曜GOLD（ゆく・アイドル、くる・アイドル ガールズカウントダウン!!）／●2015年8月7日金曜GOLD／●2022年8月4日木曜X（一翔剣名義）／●2022年10月29日土曜プレミアム |
| 吉田山田                      | 『吉田山田のオールナイトニッポン0(ZERO)』 - ○2014年10月11日土曜R／水曜ZERO・2015年4月〜2016年3月 |
| より子。                      | 『より子。のオールナイトニッポンR』 - ○2002年11月27日水曜r／水曜R・2003年4月〜9月／●2004年8月6日金曜R／●2005年1月21日金曜R／●同年4月9日土曜R／●同年10月14日金曜R／●2006年3月10日金曜R |
| よゐこ                        | ○1994年9月16日金曜2部／○2008年2月1日／○同10月10日／木曜プレミアム・2018年10月〜2019年3月 |
| 四千頭身                      | 『四千頭身のオールナイトニッポン0(ZERO)』 - 木曜ZERO・2018年4月〜2019年3月／●2020年7月25日土曜ZERO／●2021年1月8日金曜1部（都築拓紀のみ、はんにゃ 金田哲と） |

### ら
| パーソナリティ名    | 日程・番組名など |
| ------------------- | --- |
| RIZE                | 月曜com・2001年4月〜9月 |
| ラジオっ娘          | 『ラジオっ娘のオールナイトニッポン』 - 金曜2部・1982年4月〜9月 |
| ラブライブ!シリーズ | 『ラブライブ!シリーズのオールナイトニッポンGOLD』 - 第3金曜GOLD・2019年7月19日〜2020年3月20日／最終金曜GOLD・2020年7月24日〜2025年3月28日                                       |
| ラブレターズ        | 『ラブレターズのオールナイトニッポン0(ZERO)』 - ○2012年8月28日火曜ZERO／○2013年1月12日、5月4日、8月10日、11月23日土曜R／金曜ZERO・2014年4月〜2015年3月／●2024年12月21日土曜ZERO |
| ランパンプス        | 『ランパンプスのオールナイトニッポン0(ZERO)』 - 月曜ZERO・2017年4月〜2018年3月／●2022年5月7日土曜ZERO                                                                           |

### り
| パーソナリティ名 | 日程・番組名など                                |
| ---------------- | ----------------------------------------------- |
| Λucifer          | 月曜r・2001年10月〜2002年3月／●同年8月14日水曜r |

### ろ
| パーソナリティ名     | 日程・番組名など |
| -------------------- | --- |
| ロンドンブーツ1号2号 | 『ロンドンブーツ1号2号のオールナイトニッポン』 - 火曜2部・1996年10月〜1998年3月／月曜1部・同年4月〜1999年3月／SUPER・同年3月〜2003年3月／★45特番／●2014年8月28日木曜GOLD |

### わ
| パーソナリティ名               | 日程・番組名など |
| ------------------------------ | --- |
| 渡瀬マキ（LINDBERG）           | 木曜2部・1990年4月〜1991年12月 |
| 和田正人・五十嵐隼士（D-BOYS） | 『和田正人・五十嵐隼士のオールナイトニッポン0(ZERO)』 - 月曜ZERO・2012年4月〜2013年3月／●2014年11月4日月曜ZERO（和田のみ） |
| WANIMA                         | 『WANIMAのオールナイトニッポン0(ZERO)』『WANIMAのオールナイトニッポン 〜1 CHANCE NIGHT FEVER〜』『WANIMAのオールナイトニッポン 〜にちようび〜』 - ○2015年12月25日金曜GOLD／火曜ZERO・2016年4月〜2018年3月／第4土曜日ZERO・同年4月〜2019年3月／●2018年6月19日火曜1部／不定期日曜・2019年4月〜2020年2月／●2019年10月18日金曜1部／●2020年4月17日金曜GOLD／●2022年7月16日土曜1部 |

## スペシャルのみ
スペシャルパーソナリティは1部と1998年3月以前の2部を担当した人物のみ記載。ここに記載のないRのスペシャルパーソナリティはオールナイトニッポンRを、0(ZERO)のスペシャルパーソナリティはオールナイトニッポン0(ZERO)を、XのスペシャルパーソナリティはオールナイトニッポンXを、GOLDのスペシャルパーソナリティはオールナイトニッポンGOLDをそれぞれ参照。現在は2部制ではないので、1部とは言わないが、分かるもので25時台のものは1部と書く。また、レギュラー放送前後の事前単発特番・復活特番などはこの項には含めず前項で扱う。

### あ〜お
- Early Morning（高島彩、中野美奈子）×槇原敬之 - 『Early Morning×槇原敬之のオールナイトニッポン』 - 2009年9月24日木曜1部
- 愛内里菜 - 2010年9月20日月曜1部[20][21]
- 青木さやか - 2006年10月21日土曜R／2009年12月23日水曜1部（オールナイトニッポンX'mas mu-moスペシャル）
- 青山テルマ - 2008年3月19日[22]
- 秋元康 - ★55特番（佐久間宣行と）
- 安倍麻美 - 2003年7月8日
- 安倍なつみ - 『安倍なつみのオールナイトニッポン サンデースペシャル』 - 2004年3月14日
- 浅倉南（日髙のり子） - 『浅倉南のオールナイトニッポン』 - 2004年9月29日
- アイドリング!!! - 『アイドリング!!!のオールナイトニッポン』 - 2007年8月7日／2010年11月19日金曜R
- 安室奈美恵 - 2007年6月25日
- 鮎川なおみ - 1998年9月2日
- 荒川ラップブラザーズ
- 嵐 - 2001年8月10日
- アラジン - 2008年8月5日
- 新垣結衣 - 2007年12月10日月曜1部
- 有野晋哉 featring.鋼の錬金術師 - 2009年3月25日水曜1部
- アンガールズ - 2004年10月29日金曜R／2020年9月26日土曜ZERO／2022年1月22日土曜1部
- 安西ひろこ - 1998年8月31日
- アンジェラ・アキ - 2006年6月19日／2007年9月24日／2010年11月22日月曜GOLD／2014年2月14日金曜GOLD
- E-girls - 2012年4月14日土曜R／2018年4月27日金曜1部
- THE YELLOW MONKEY - 2000年7月25日／2019年4月19日金曜GOLD
- 石森章太郎 - 『仮面ライダー10号誕生記念・石森章太郎のオールナイトニッポン』 - 1982年8月14日
- 生田斗真 - 2007年12月14日／2012年11月23日金曜GOLD
- 池田貴族 - 1990年11月8日
- 石井一久 - 『石井一久のオールナイトニッポン』 - 2004年1月9日／2005年1月3日／2006年2月27日／2014年3月27日木曜GOLD
- 石原さとみ - 2007年1月9日
- 市川團十郎 - 2014年8月22日金曜GOLD（市川海老蔵名義、三池崇史と）／2022年11月5日土曜プレミアム
- 市川由衣 - 2002年9月12日
- 一戸奈未 - 2000年9月9日
- 五木寛之
- 逸見政孝
- 井筒和幸 - 2007年5月15日／2012年10月26日金曜GOLD
- いとうせいこう - 2005年9月8日
- IMALU - 2010年1月6日水曜1部／2012年12月24日月曜ZERO
- 岩男潤子 - 1996年12月30日
- 岩松了 - 2008年7月30日
- 岩村明憲 - 2008年12月12日金曜1部
- w-inds. - 『w-inds.のオールナイトニッポン』 - 2003年12月26日／2005年6月11日／2007年11月6日／2008年1月1日／2010年3月19日金曜R／2011年7月4日月曜1部／2016年4月29日金曜GOLD
- ウエストランド - 2017年6月24日土曜R／2023年1月5日木曜1部
- 上戸彩 - 2002年5月4日／2005年6月2日
- 宇垣美里 - 2019年6月18日火曜1部
- 内村光良（ウッチャンナンチャン） - 2015年9月11日金曜GOLD（さまぁ〜ずと）／2019年5月7日火曜1部／2021年9月17日金曜1部／2023年6月16日金曜GOLD／2024年8月30日金曜GOLD／2025年8月29日金曜GOLD
- 浦沢直樹 - 『堤幸彦と浦沢直樹のオールナイトニッポン〜20世紀少年第2章スペシャル〜』 - （堤幸彦と）2009年1月30日金曜1部
- AK-69 - 2011年7月6日水曜1部／2014年1月3日金曜GOLD
- Awich - 2024年1月9日火曜1部
- HKT48 - 2013年3月23日土曜R／2014年9月27日土曜R／2015年4月4日土曜R／4月15日水曜1部[3]／2017年7月26日水曜1部[3]／11月1日水曜1部[3]
- STU48 - 2017年9月20日水曜1部[3]／2018年1月31日水曜1部[3]／7月18日水曜1部[3]／2019年2月13日水曜1部／2023年3月2日木曜X
- LLブラザーズ
- 江角マキコ
- NMB48 - 『NMB48のオールナイトニッポンシリーズ』 - 2011年7月22日, 10月21日, 2012年2月10日金曜R／5月12日土曜R／8月2日木曜1部／2013年6月29日土曜R／2014年10月8日水曜1部[3]／2015年3月4日水曜1部[3]／7月15日水曜1部[3]／2016年12月28日水曜1部[3]／2022年6月9日木曜X
- NGT48 - 2017年7月5日水曜1部[3]／12月6日水曜1部[3]／2018年4月11日水曜1部[3]／10月3日水曜1部／2022年6月23日木曜X／2023年1月5日木曜X
- 大木こだま・ひびき - 2006年1月5日
- 大黒摩季 - 1998年8月
- 緒方恵美 - 1997年10月10日／2017年9月16日土曜R／2021年12月27日月曜GOLD／2023年3月31日金曜GOLD
- 岡本玲 - 2008年6月17日火曜1部
- 小川直也 - 2004年12月25日
- 奥田美和子 - （柳美里と）2004年3月5日
- 小沢健二 - 1995年5月26日（AUX BACCHANALES[23] 原宿店からMCボーズ、渡辺満里奈とともに生放送）
- おすぎとピーコ - ★45特番
- 尾関梨香 - 2017年7月19日水曜1部[3]／2019年2月27日水曜1部[24]／2022年9月3日土曜ZERO
- オセロ松嶋尚美 - （山田親太朗と）2008年4月25日
- 鬼束ちひろ - 2007年11月5日
- Official髭男dism - 2024年8月15日木曜1部

### か〜こ
- 勝新太郎 - 1980年7月3日木曜1部
- 香取慎吾 - 『香取慎吾のオールナイトニッポン西遊記スペシャル』 - 2007年7月13日
- KANA-BOON - 2016年2月26日金曜1部
- 金子さやか - 2000年9月7日
- 金子ノブアキ - 2009年8月19日水曜1部／2011年4月15日金曜R
- 上地雄輔 - 2009年3月14日土曜1部
- 亀田兄弟（興毅と大毅） - 2010年4月2日金曜1部
- 香里奈 - 2002年9月10日／2004年5月28日（映画「深呼吸の必要」スペシャル）
- 川村亜紀 - 2000年9月6日
- 関ジャニ∞ - 2020年6月30日火曜1部／2021年11月8日月曜1部[25]
- 神田沙也加（SAYAKA） - 2003年8月12日いいネ／2004年10月1日金曜R／2015年1月16日金曜GOLD
- 関東高田組（お笑い芸人軍団）
- 神田伯山 - 2023年9月13日水曜1部
- KICK THE CAN CREW - 2017年7月25日火曜1部[26]
- キャイ〜ン - 1994年12月16日金曜2部／2017年12月8日金曜GOLD
- 麒麟 - 2006年5月13日土曜R／2006年12月16日土曜R／2007年6月30日土曜R／2007年9月22日土曜R／2008年6月6日金曜R／2019年11月26日火曜1部
- KinKi Kids - 1997年／1998年／2003年10月31日
- 銀シャリ - 2017年1月4日／2018年1月3日／2019年4月9日火曜1部／2025年8月5日火曜1部
- 久保田利伸 - （MISIAと）2008年4月8日
- 倉木麻衣 - 2003年7月3日いいネ／2010年11月17日水曜1部
- GLAY - 2000年10月6日／2004年3月26日『オールナイトニッポンスペシャル RADIO GLAY』／2013年12月6日金曜GOLD
- 黒島結菜 - 2021年11月5日金曜1部
- CHEMISTRY - 2003年1月9日木曜SUPER
- ゲゲゲの鬼太郎 - 『ゲゲゲの鬼太郎のオールナイトニッポン』 - 2006年8月11日
- 倖田來未 - 2008年1月29日火曜1部
- 河野洋平 - 1976年7月30日
- 郷ひろみ（テリー伊藤と）
- 極楽とんぼ - 2022年8月9日火曜1部
- Golden Circle - 2007年7月11日
- CoCo
- ゴスペラーズ - 1996年／2015年9月4日金曜GOLD
- 後藤真希 - 2004年3月19日
- 小柳ゆき - 2003年9月23日

### さ〜そ
- 坂道AKB - 2018年8月1日水曜1部
- 坂道グループ（乃木坂46・欅坂46・日向坂46） - 2019年10月16日水曜1部
- 崎本大海 - 2009年7月14日火曜1部（つるの剛士と）／2010年8月13日金曜R
- 桜井裕美 - 2000年9月5日
- 櫻坂46 - 2016年1月4日／1月30日土曜R／2月27日土曜R／3月26日土曜R／8月10日水曜1部／11月30日水曜1部／2017年7月19日水曜1部[3]／10月25日水曜1部[3]／2018年3月7日水曜1部[3]／8月15日水曜1部／2019年2月27日水曜1部（ここまで全て欅坂46名義）／2023年6月15日木曜X
- 桜庭裕一郎（長瀬智也） - 2001年5月22日
- 指原莉乃 - 2014年10月22日水曜1部[3]／2018年5月16日水曜1部[3]／2019年2月6日水曜1部
- 沢尻エリカ - 2002年9月13日
- サンドウィッチマン - 『サンドウィッチマンのオールナイトニッポン』 - 2011年3月18日金曜1部／2012年8月28日火曜1部／2012年10月19日金曜GOLD／2013年3月14日木曜GOLD／2016年3月11日金曜GOLD／2020年9月23日水曜1部（中川家・ナイツと）／2021年3月11日木曜1部／2021年12月21日火曜1部（中川家・ナイツと）
- THE ORAL CIGARETTES - 2014年11月22日土曜R／2016年1月9日土曜R／2018年6月2日土曜ZERO／2019年9月24日火曜1部
- 渋谷凪咲 - 2016年9月14日水曜1部[3]／12月28日水曜1部[3]／2021年12月18日土曜ZERO／2024年9月2日月曜ZERO
- SHAKALABBITS - 2004年3月5日／2005年5月27日
- SIAM SHADE（HIDEKI） - 1998年1月21日
- jealkb - 2007年10月29日／2008年6月16日
- 羞恥心 - 2008年4月18日
- 少年隊 - 1987年
- 白石麻衣 - 2013年6月7日金曜1部[3]／2018年4月25日水曜1部[27]／2020年10月21日水曜1部
- 新行市佳 - 2017年11月2日木曜M10
- 陣内智則 - 2023年9月11日月曜1部（バカリズムと）
- SUPER BEAVER - 2023年7月8日土曜1部
- SKY-HI - 2023年11月1日火曜1部
- スキマスイッチ - 2005年7月19日／2006年12月1日／2011年1月10日月曜GOLD
- 鈴木あみ - 1998年10月20日／1999年6月21日
- 鈴木おさむ - 『川村カオリの為のオールナイトニッポン』 - 2009年4月4日土曜1部／2009年7月29日水曜1部
- 鈴木芳彦 - 2004年10月26日火曜1部／2005年4月29日金曜R／2005年6月3日金曜R
- 須田亜香里 - 2014年7月2日水曜1部[3]／11月26日水曜1部[3]／2016年8月17日水曜1部[3]／2017年1月11日水曜1部[3]／6月21日水曜1部[3]／8月30日水曜1部[3]／2018年1月10日水曜1部[3]／6月6日水曜1部[3]／7月4日水曜1部[3]／12月5日水曜1部[3]／2021年6月5日土曜ZERO／9月4日土曜ZERO／2022年12月1日木曜X
- ずっと真夜中でいいのに。 - 2021年1月12日火曜1部
- すとぷり - 2025年1月3日金曜1部
- SPEED - 2003年11月28日／2008年10月20日月曜1部
- SMAP - 2003年6月25日
- ZONE - 2002年3月14日
- 笑福亭鶴瓶 - ★45特番
- ソナーポケット - 2012年1月5日木曜1部

### た〜と
- たいのっち（国分太一、井ノ原快彦） - 2003年7月24日／同12月19日
- 高田馬場文夫
- 髙橋ひかる - 2020年12月19日土曜ZERO[28]／2021年5月14日金曜X[29]／2022年2月19日土曜ZERO[30]／2023年10月13日金曜GOLD（千葉雄大と）
- 高柳明音 - 2015年5月27日水曜1部[3]／2017年6月21日水曜1部[3]／8月30日水曜1部[3]／2018年1月10日水曜1部[3]／7月4日水曜1部[3]／2021年4月3日土曜ZERO
- 滝沢秀明 - 2007年4月20日／同8月24日／同10月19日
- 橘慶太 - 2006年11月27日／2013年6月19日水曜1部（KEITA名義）
- 田中将大 - 2014年12月9日火曜GOLD／2015年1月2日[31]／2016年2月20日[32]／2017年1月3日[33]／2018年1月1日月曜プレミアム[34]／2019年1月3日木曜プレミアム／2020年1月2日木曜M10[35]2021年1月1日金曜プレミアム／2021年12月30日木曜GOLD／2023年1月7日土曜プレミアム
- 田中麗奈 - 2000年11月15日水曜SUPER／2001年5月9日水曜SUPER／2004年2月6日金曜1部／同年9月27日
- SS501 - 2007年10月27日
- 玉木宏 - 2007年11月16日
- 千葉雄大 - 2019年1月21日月曜1部[36]／2022年3月11日金曜X／2023年10月13日金曜GOLD（髙橋ひかると）
- 千原兄弟 - 2022年8月8日月曜1部
- 千原ジュニア - 2008年8月25日月曜1部／2012年8月27日月曜1部／2013年3月29日金曜GOLD／2013年4月29日月曜GOLD／2013年5月31日金曜GOLD
- CHAGE and ASKA - 2001年12月19日『CHAGE&ASKAのオールナイトニッポン スーパーデラックス!』
- 2BRO. - 2019年1月2日水曜1部
- 土田晃之 - 2011年3月4日金曜GOLD／2013年10月25日金曜GOLD／2014年2月21日金曜GOLD／★55特番（ネプチューンと）
- 土屋太鳳 - 2019年1月1日火曜1部[37]／2024年2月22日木曜X
- 堤幸彦 - 2008年8月29日金曜1部『映画「20世紀少年」スペシャル』／（浦沢直樹と）2009年1月30日金曜1部『堤幸彦と浦沢直樹のオールナイトニッポン〜20世紀少年第2章スペシャル〜』／2009年8月29日土曜1部
- 椿姫彩菜 - 2009年9月21日月曜1部『君に届けスペシャル』
- つるの剛士 - 2009年7月14日火曜1部（崎本大海と）／2010年5月6日木曜GOLD／2016年2月26日金曜GOLD
- DISH// - 2020年10月27日火曜1部／2021年12月28日火曜X／2023年9月15日木曜X／2024年1月5日金曜1部
- でか美ちゃん - 2022年1月4日火曜1部（岩尾望・市川紗椰・堂島孝平と）／2022年1月24日月曜ZERO
- 出川哲朗 - 1994年12月23日金曜1部／（堀内健と）2015年6月19日金曜1部／（同じく）2018年5月28日月曜1部／（同じく）2019年9月2日月曜1部／（同じく）2021年1月25日月曜1部／（同じく）2023年1月10日火曜1部／2023年8月17日木曜1部／2024年1月16日火曜1部／2025年7月15日火曜1部
- 手塚治虫 - 1987年1月1日
- TM NETWORK（TMN） - 1994年4月21日／2015年4月17日
- テリー伊藤 - 日時不明（郷ひろみと）／2016年9月16日金曜GOLD／2016年10月14日金曜GOLD／2017年1月3日火曜GOLD／2018年11月30日金曜GOLD（渡邉美樹と）
- 東京スカパラダイスオーケストラ - 2020年1月2日木曜1部
- 東京03 - 2022年8月10日水曜1部
- 東京パフォーマンスドール - 1994年8月5日金曜
- 堂本剛 - 2025年1月14日火曜1部
- TOP4（キヨ・レトルト・ガッチマン・牛沢） - 2023年1月6日金曜1部
- トム・ブラウン - 2019年4月20日土曜ZERO／2020年2月24日月曜ZERO／2021年5月8日土曜ZERO／2022年1月28日金曜1部／2023年4月15日土曜ZERO／2024年5月11日土曜ZERO／2025年7月5日土曜ZERO
- 寬仁親王 - 1975年10月27日[38]
- DREAMS COME TRUE - 2004年2月27日金曜／2007年／2011年12月30日金曜1部／2015年7月14日火曜1部／2016年7月5日火曜1部／2017年10月4日水曜1部／2019年3月21日木曜GOLD
- AAA - 2006年2月11日土曜R／2010年4月26日月曜1部『mu-moスペシャル』[39]／2011年9月16日金曜R

### な〜の
- 内藤陽子 - 1999年9月7日
- 奈緒 - 2022年1月1日土曜1部[40]
- 中井りか - 2018年5月9日水曜1部[3]／6月13日水曜1部[3]／7月11日水曜1部[3]
- 永井真理子 - 1992年4月27日月曜1部
- 中川翔子 - 2008年9月1日月曜1部／2009年9月5日土曜1部『花とゆめSP』／2011年3月18日金曜GOLD『塔の上のラプンツェルスペシャル』
- 長澤まさみ - 『長澤まさみのオールナイトニッポン』 - 2006年10月16日月曜1部／2009年1月1日木曜1部／2011年5月4日水曜1部『小栗旬と長澤まさみのオールナイトニッポン 映画「岳－ガク－」スペシャル』／2020年7月28日火曜GOLD『映画「コンフィデンスマンJP プリンセス編」スペシャル』
- 中島美嘉 - 2002年5月16日／2014年11月3日月曜1部
- 仲野太賀 - 2024年11月25日月曜1部
- 長濱ねる - 2018年12月12日水曜1部／2019年7月30日火曜1部／2025年7月19日土曜ZERO
- 仲間由紀恵
- 中村中 - 2006年10月4日水曜1部／2007年1月4日木曜1部
- 中村正人 - 2007年6月1日
- 中村倫也 - 2019年12月16日月曜1部[41]
- 那須川天心 - 2020年12月21日月曜1部[42]
- 成田凌 - 2021年1月5日火曜1部
- Number_i - 2025年8月14日木曜1部
- NUMBER GIRL - 2022年9月17日土曜1部
- 錦鯉 - 2021年2月20日土曜ZERO／2022年1月6日木曜1部
- 西野七瀬 - 2015年2月18日水曜1部[3]／2017年5月24日水曜1部／2019年10月23日水曜1部[27]／2021年3月31日水曜GOLD
- NiziU - 2024年9月13日金曜1部
- NEWS - 『NEWSのオールナイトニッポン』 - 2005年4月25日月曜1部／2007年11月14日水曜1部／2021年2月21日日曜プレミアム
- ノースリーブス - 2009年11月28日土曜R／2010年4月23日金曜R／2010年12月29日水曜1部／2018年11月7日水曜1部／2023年11月4日土曜ZERO
- 野田洋次郎（RADWIMPS） - 2024年9月12日木曜1部
- ノンキーズ - 日時不明水曜2部

### は〜ほ
- バイきんぐ - 2023年9月12日火曜1部
- HOWL BE QUIET
- 博多華丸・大吉 - 2018年10月30日火曜1部
- 芳賀ゆい - 1990年2月16日／9月6日（伊集院光と）
- 爆笑問題 - 1988年／1995年／1997年
- 橋本環奈 - 2020年1月1日水曜1部[43]
- バッテリィズ - 2025年1月7日火曜1部
- 花澤香菜 - 2014年6月20日金曜GOLD／2015年1月9日金曜GOLD／2019年2月26日火曜1部／2021年12月27日月曜GOLD
- はなわ - 2003年10月3日
- はねるのトびらメンバー - 2003年4月23日金曜
- PUFFY - 1998年8月
- Perfume - 2011年12月1日木曜1部／2016年9月19日月曜1部
- 浜崎あゆみ - 1998年12月28日／2006年12月11日
- 浜辺美波 - 2021年1月1日金曜1部／2023年4月14日金曜GOLD（池松壮亮・柄本佑と）
- 林原めぐみ - 1996年1月1日
- ハリセンボン - 2012年8月31日金曜1部
- ハロー!プロジェクト - 2018年1月4日木曜1部[44]
- B'z - 1992年10月14日／2003年9月22日／2005年3月19日
- BEAT CRUSADERS - 日時不明／2006年
- 東国原英夫 - 2007年3月9日金曜1部
- 東野幸治 - 2020年9月21日月曜1部
- 光GENJI - 1988年12月
- BIGBANG - 2012年7月16日月曜1部
- 日向坂46 - 2018年6月20日水曜1部[45]／12月26日水曜1部[45]／2019年4月5日金曜GOLD／2019年7月20日土曜ZERO／10月12日土曜ZERO／2020年2月22日土曜ZERO／10月24日土曜ZERO
- 平井堅 - 2002年／2003年／2005年12月23日／2007年2月27日火曜1部／2008年3月10日
- 平手友梨奈 - 2018年9月19日水曜1部（映画「響 -HIBIKI-」スペシャル）
- 広末涼子 - 1997年4月22日
- Hilcrhyme - 2010年11月22日月曜1部
- Hiro（MY FIRST STORY） - 2025年1月4日土曜1部
- ひろたみゆ紀 - 2017年9月21日木曜M10／11月9日木曜M10／12月28日木曜M10／2019年4月30日火曜M10／12月24日・31日火曜M10／2020年2月5日水曜M10／2020年12月24日木曜M10
- 広瀬アリス - 2023年1月2日月曜1部／2025年3月25日火曜GOLD
- ヒロミ - 1997年6月20日
- V6 - 2000年5月11日／2000年12月27日／2005年11月1日／2006年8月1日／2015年7月30日金曜GOLD
- ファン太郎 - 2009年7月11日土曜1部
- Fukase（SEKAI NO OWARI） - 2024年10月11日金曜1部
- 福原遥 - 2024年1月3日水曜1部
- 藤井風 - 2019年7月27日土曜ZERO／2020年1月11日土曜ZERO／2020年5月30日土曜ZERO／2022年3月30日水曜1部
- FUJIWARA - 2005年1月6日
- 藤原竜也 - 2003年6月27日／2010年10月18日月曜1部
- プッチモニ - 1999年11月18日
- フットボールアワー - 2013年7月16日火曜GOLD／2013年9月26日木曜1部／2018年1月1日月曜1部／2018年8月29日水曜1部
- flumpool - 2012年12月7日金曜GOLD／2013年6月25日火曜1部
- FLOW - 2005年4月29日／2018年1月20日土曜R（GRANRODEOと）／12月8日土曜ZERO
- 平成ノブシコブシ - 2021年9月11日土曜ZERO／2022年1月29日土曜1部
- ベッキー♪# - 2009年11月30日月曜1部
- ベッド・イン - 2016年1月2日土曜R
- BABYMETAL – 2013年10月7日月曜1部
- BENNIE K - 2005年11月25日
- BOØWY - 1986年9月9日火曜1部
- 細野晴臣 - 1976年3月18日・4月29日・6月10日・6月24日・8月19日・11月25日（以上､木曜2部の週替わり時代）／2017年11月14日火曜1部
- 堀未央奈（乃木坂46） - 2015年11月7日土曜R／2016年11月10水曜1部[3]／2019年11月27日水曜1部[27]／2020年3月4日水曜1部[27]／2020年5月20日水曜1部[27]／2021年3月24日水曜1部[27]

### ま〜も
- マイナスターズ - 2005年1月25日
- 前澤友作 - 2021年11月25日木曜GOLD／2021年12月12日
- 前島花音 - 2020年7月13日月曜M10（増山さやかと）
- 前田日明 - 1989年
- 前田亘輝（TUBE） - 2006年4月7日／2020年7月3日金曜GOLD／2022年8月4日木曜GOLD／2024年5月29日水曜GOLD／2025年7月25日金曜GOLD
- 前田裕二 - 2019年11月4日月曜1部／2022年4月14日木曜X
- MAKOTO - 2003年9月25日
- 松井玲奈 - 2015年6月10日水曜1部[3]／2019年4月27日土曜ZERO
- 松岡茉優 - 2015年8月6日木曜1部
- 松坂桃李 - 2010年10月22日金曜R／2013年8月23日金曜GOLD／2015年3月27日金曜GOLD／2019年1月18日金曜GOLD／2021年8月23日月曜1部／2022年3月28日月曜1部
- 松下洸平 - 2022年1月3日月曜1部
- MAN WITH A MISSION - 2012年4月7日土曜R／2013年3月1日金曜GOLD／2020年3月17日火曜1部
- 漫才サミット（中川家・サンドウィッチマン・ナイツ） - 2020年9月23日水曜1部／2021年12月21日火曜1部
- 三沢光晴（PRO-WRESTLING NOAH） - 2000年8月9日火曜1部
- Mr.Children - 2004年4月2日金曜1部
- Mr.マリック
- mihimaru GT - 2008年4月30日
- 三村マサカズ（さまぁ〜ず） - 2018年8月28日火曜1部
- M!LK - 2022年3月25日金曜X／2025年8月15日金曜1部
- ミルクボーイ - 2020年1月6日月曜1部
- MIYAVI - 2006年1月14日土曜R／2013年7月3日水曜ZERO／2023年1月4日水曜1部
- 向井慧（パンサー） - 2017年1月5日木曜1部
- モーニング娘。 - 1998年9月10日／1999年7月29日／2012年7月28日土曜R／2015年1月2日金曜GOLD（モーニング娘。'15名義）
- ももいろクローバーZ - 2011年11月4日金曜R／2012年11月26日月曜1部／2014年6月26日木曜1部／2016年8月4日木曜1部／2017年8月3日木曜1部／2020年12月29日火曜GOLD／2022年12月31日土曜プレミアム／2023年5月12日金曜GOLD
- 森光子 - 2009年1月2日金曜1部
- 森山直太朗 - 2001年1月10日水曜r／11月7日水曜r／2002年10月2日水曜r／2016年10月28日金曜GOLD／2020年2月26日水曜M10（森山良子と）

### や〜よ
- 矢井田瞳 - 2000年7月22日／同10月10日／2005年9月2日
- 薬師丸ひろ子 - 『薬師丸ひろ子のオールナイトニッポン』 - 1983年3月／1984年6月9日土曜1部／2009年12月28日月曜GOLD
- 矢沢永吉 - 2007年9月20日
- やしきたかじん - （円広志と）1987年2月11日
- 矢玉みゆ紀
- 矢野顕子 - 2014年3月28日金曜GOLD／2016年8月15日月曜M10
- 山口一郎（サカナクション） - 2019年10月17日木曜1部／2024年9月14日土曜1部
- 山崎裕太 - 2015年3月31日火曜1部
- 山下智久 - 2012年3月2日／2020年4月25日土曜プレミアム（KAT-TUN亀梨和也と）
- 山下美月 - 2018年8月1日水曜1部[46]／11月14日水曜1部[27]／2020年5月13日水曜1部[27]／9月16日水曜1部[27]／2021年1月27日水曜1部[27]／7月21日水曜1部[27]／12月22日水曜1部[27]／2022年6月15日水曜1部[27]／2024年5月8日水曜1部
- 山田親太朗 - （オセロ松嶋尚美と）2008年4月25日
- 山田涼介（Hey! Say! JUMP） - 2020年1月14日火曜1部
- 山本梓 - 2007年4月27日金曜1部
- 山本彩 - 2018年10月17日水曜1部
- 山本高広 - 『ほぼ織田裕二のオールナイトニッポン』 - 2008年9月23日火曜1部
- 柳美里 - 1999年1月15日／（奥田美和子と）2004年3月5日
- ユニコーン - 1993年9月21日／2014年3月26日水曜GOLD
- 横山健 - 2015年9月2日水曜1部／2016年12月13日火曜1部／2023年11月28日火曜1部
- 吉沢悠
- 吉田麻也（サッカー日本代表） - 2018年8月9日木曜1部

### ら〜ろ、わ
- L'Arc〜en〜Ciel - 2005年7月8日
- RIP SLYME - 2025年7月26日土曜1部
- リリメグ（リリー・フランキー、安めぐみ） - 2006年10月26日木曜1部
- LUNA SEA - 1996年7月20日／2019年5月10日金曜GOLD／2024年12月13日金曜GOLD
- レイザーラモンHG - 2006年1月10日
- 令和ロマン - 2021年2月13日土曜ZERO／2023年9月11日月曜X／2024年1月4日木曜1部／2024年3月26日火曜1部／2024年8月9日金曜1部／2025年1月2日木曜1部
- レミオロメン - 2006年5月16日
- ロバート - 2004年1月23日／2004年10月22日金曜R
- 渡辺美里 - 『渡辺美里のオールナイトニッポン』 - 1995年5月25日木曜1部／1998年3月13日金曜DX／2005年7月11日月曜1部／2010年4月29日木曜GOLD／2015年11月28日金曜GOLD

### その他
- オールナイトニッポン カーフェリー・コンサート（1977年7月20日）[47]
- オールナイトニッポン 宇宙戦艦ヤマトスペシャル（1977年12月22日、2021年1月15日金曜GOLD、10月5日火曜GOLD）
- オールナイトニッポン ソニーレコーズNIGHT（2007年9月25日）
- オールナイトニッポン エイベックス・グループ創立20周年記念スペシャル（2008年7月22日）
- オールナイトニッポン 赤い糸スペシャル（2008年12月19日金曜1部）
- オールナイトニッポン 真夏の花ざかりの君たちへスペシャル2011（2011年7月29日金曜1部）
- 映画「プロ野球を10倍楽しく見る方法パートII」スペシャル（1984年4月20日）
- 映画「深呼吸の必要」スペシャル〔香里奈、成宮寛貴、谷原章介ほか〕（2004年5月28日）
- 映画「亡国のイージス」スペシャル〔勝地涼、福井晴敏、吉田尚記ほか〕（2005年7月29日）
- 映画「HERO」スペシャル〔木村拓哉、北川景子、杉本哲太、八嶋智人、濱田岳、小日向文世、吉田羊、正名僕蔵、松重豊、角野卓造〕（2015年7月20日月曜1部）
- 映画「シン・エヴァンゲリオン」スペシャル〔荘口彰久（総合MC）、緒方恵美、林原めぐみ、宮村優子、坂本真綾、三石琴乃、山口由里子、立木文彦、清川元夢、関智一、岩永哲哉、岩男潤子、長沢美樹、沢城みゆき、山寺宏一、鶴巻和哉（監督）、前田真宏（監督）〕（2021年6月21日月曜1部）
- 新オンガク生活ラジオ オールナイトニッポン アーティストトークスペシャル Supported by mu-mo〔伊藤洋介、倖田來未、持田香織、RIP SLYME〕（2009年2月7日土曜1部）
- オールナイトニッポン Music Saves The Earth 09 スペシャル（2009年2月23日月曜1部）
- オールナイトニッポンX'mas mu-moスペシャル〔HY、鈴木亜美、宇野実彩子（AAA）、青木さやか〕（2009年12月23日水曜1部）
- オールナイトニッポンディレクターズのオールナイトニッポン2〔桜井達也・福田大介・松尾紀明ディレクター〕（1998年3月14日）
- オールナイトニッポンぶっとおしライブ（不定期）
- オールナイトニッポン ラジオ・チャリティー・ミュージックソン（毎年12月24日 25:00 - 29:00）
- 日本アカデミー賞話題賞のオールナイトニッポン（毎年の日本アカデミー賞の開催日）

追悼特別番組
- オールナイトニッポンスペシャル ゴールデンポップス深夜放送グラフィティ（1985年1月12日、糸居五郎の追悼特番）（くり万太郎）
- オールナイトニッポン hide special ever free（1998年5月8日）（東海林のり子）
- 川村カオリのためのオールナイトニッポン（2009年7月29日）（鈴木おさむ）